# Professor

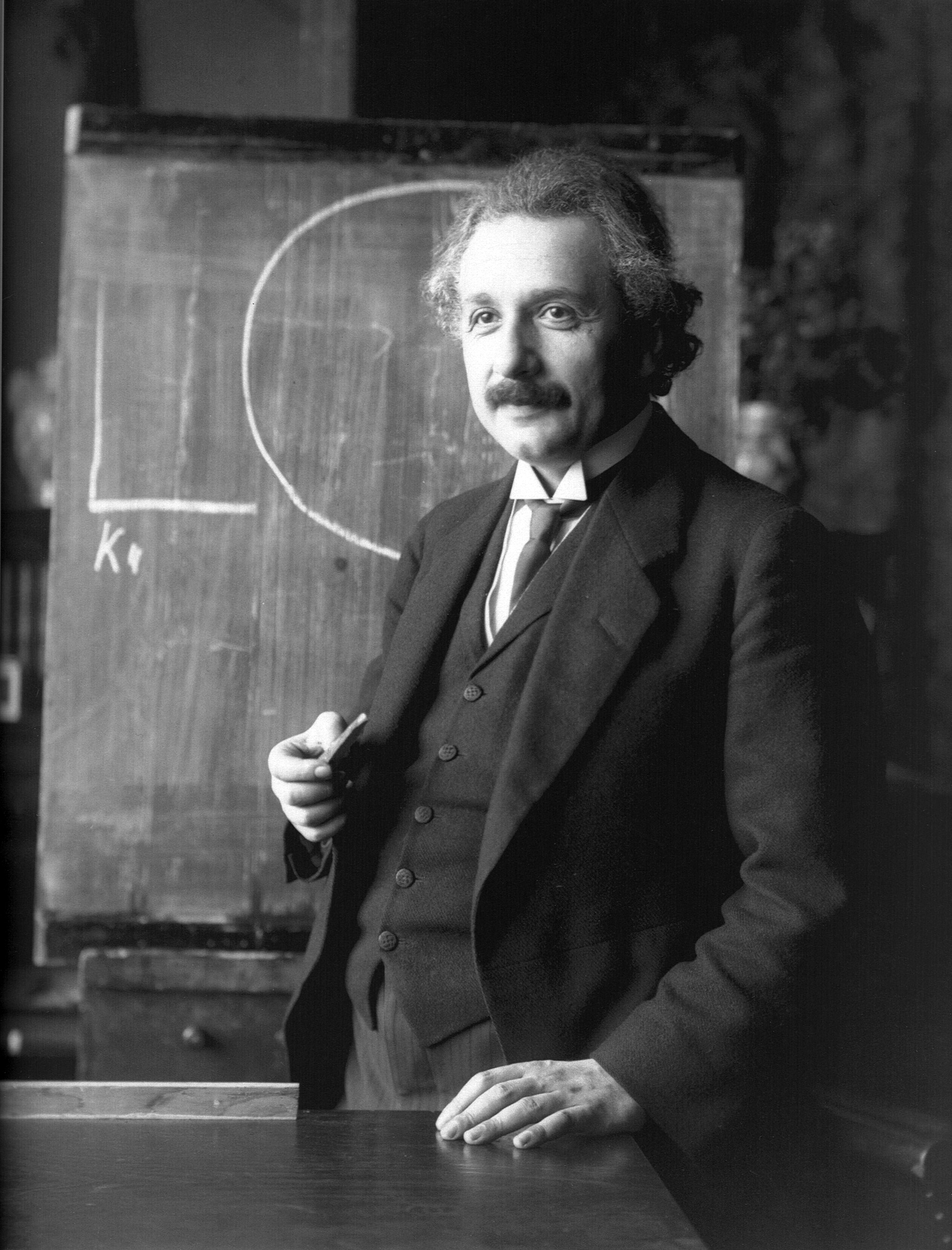
Albert Einstein als Professor während einer Vorlesung in Wien, Foto: Ferdinand Schmutzer, 1921

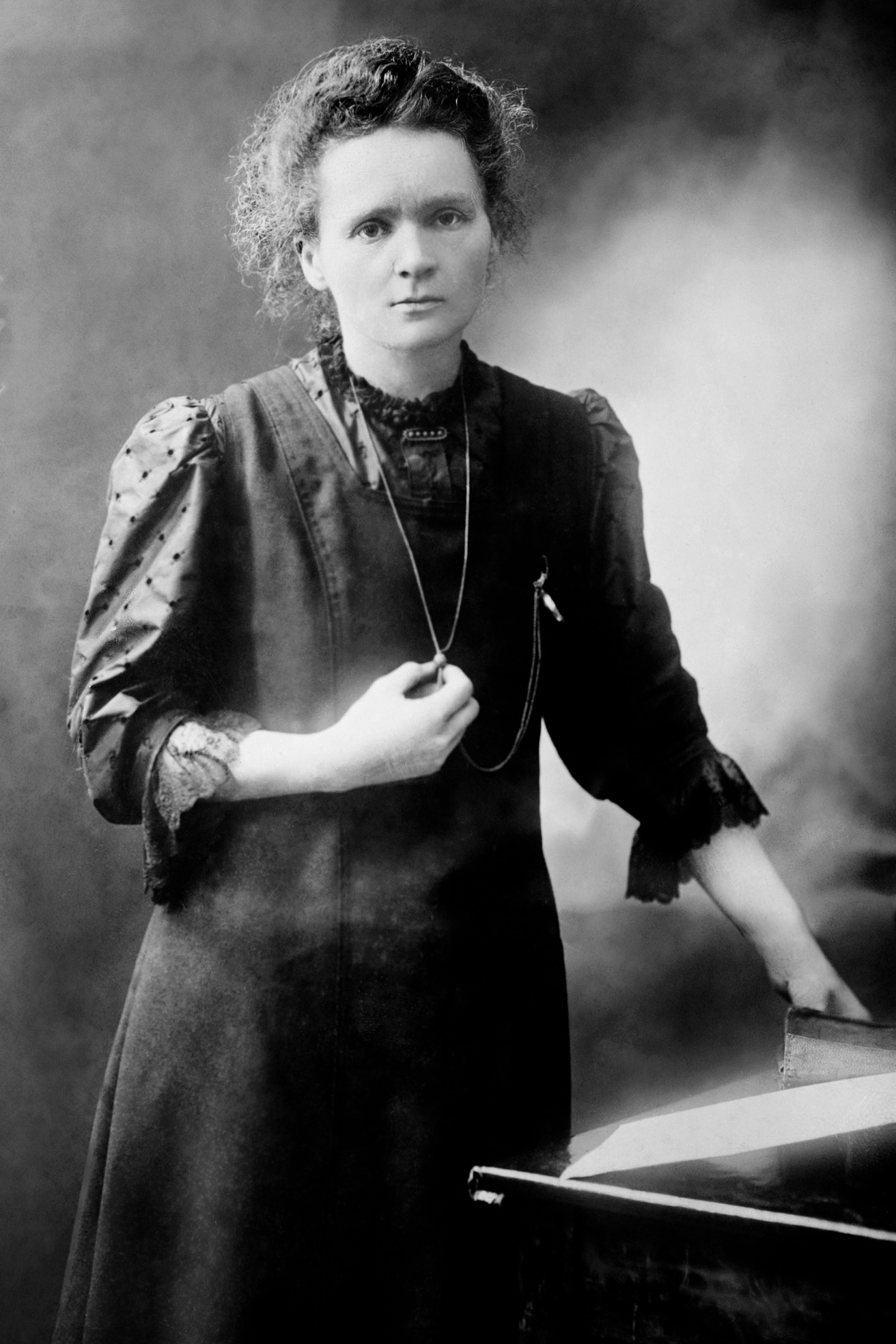
Marie Curie, Professorin und Direktorin des Radium-Instituts, circa 1898

Professor beziehungsweise Professorin ist die Amts- und Berufsbezeichnung des Inhabers eines speziellen hochschulischen Lehramts (Professur). Anders als etwa beim Doktor handelt es sich nicht um einen akademischen Grad, sondern um einen akademischen Titel, der aber oft weiter getragen werden kann, auch wenn keine Professur mehr bekleidet wird.
Eine Professur (von lateinisch profiteri ‚bekennen‘ in der Bedeutung „sich öffentlich als Lehrer zu erkennen geben“) bezeichnet im deutschen Sprachraum primär eine Stellung als Hochschullehrer. Professuren sind im Normalfall mit einer Denomination („Professur für …“) versehen, die genau festlegt, welches Fachgebiet vertreten werden soll. Besetzt wird eine Professur im Regelfall durch ein aufwändiges und durch die Hochschulgesetze rechtlich formalisiertes Verfahren, das sicherstellen soll, dass die Auswahl der grundgesetzlich geforderten Bestenauslese entspricht, also nach Eignung, Leistung und Befähigung erfolgt.
Die Hauptaufgabe von Professoren an Hochschulen, insbesondere an Universitäten und gleichgestellten Hochschulen, das sind Hochschulen mit Promotions- und Habilitationsrecht, ist die eigenverantwortliche Durchführung wissenschaftlicher Forschung und Lehre im Sinne des humboldtschen Bildungsideals. Professur und Lehrstuhl sind dabei nicht gleichbedeutend: Jeder Lehrstuhlinhaber ist Professor, aber nicht umgekehrt jeder Professor ein Lehrstuhlinhaber.
In Deutschland kann die Bezeichnung Professor unter bestimmten Umständen auch als Ehrentitel an Personen verliehen werden, die kein entsprechendes Amt bekleiden, beispielsweise an Künstler. Im Land Baden-Württemberg kann wie in Österreich die Bezeichnung „Professor“ oder „Professorin“ ohne Zusätze als nicht akademischer Ehrentitel an verdiente Bürger verliehen werden (siehe Professor (Ehrentitel in Baden-Württemberg)).

## Überblick
Obwohl die meisten Professoren Hochschullehrer sind, sind weitere Verwendungen des Titels gebräuchlich. So wird wie im Deutschen Reich bis 1918 (und noch darüber hinaus in Baden und in Bayern) in einigen Ländern Europas (z. B. in Österreich, der Schweiz, Frankreich, Italien, Polen, der Slowakei, Slowenien und Tschechien) auch ein ernannter (langjähriger) Lehrer an einer höheren Schule (österreichisch „Mittelschule“) oftmals offiziell oder inoffiziell als Professor bezeichnet. Deswegen wird von Hochschullehrern in Österreich in Abgrenzung dazu stets die offizielle Bezeichnung Universitätsprofessor (Univ.-Prof.), Professor an einer Fachhochschule (FH-Prof.) oder Hochschulprofessor (HS-Prof.) an Pädagogischen Hochschulen verwendet. Titularprofessor ist in Österreich hingegen ein verliehener Titel ohne Anspruch auf eine Anstellung. Auch in der Schweiz ist damit kein Anspruch auf einen Lehrstuhl oder eine sonstige Festanstellung verbunden. In Österreich kann der Bundespräsident auch Personen ohne Hochschulabschluss, die sich auf dem Gebiet von Kunst oder Wissenschaft verdient gemacht haben, den Titel Professor verleihen. Auch in Deutschland verleihen einzelne Länder mitunter diesen Ehrentitel.
Hochschulen in Österreich und Deutschland kennen noch weitere, die Transparenz erschwerende Titelformen, wie jene des ordentlichen und außerordentlichen Universitätsprofessors (siehe unten), des Juniorprofessors oder des außerplanmäßigen Professors. Zudem tragen seit der Umbenennung der österreichischen Kunsthochschulen in Kunstuniversitäten durch das Universitätsgesetz 2002 auch die vormaligen Kunsthochschulprofessoren nun die Bezeichnung „Universitätsprofessor“.

## Professuren in Deutschland
Professor oder Professorin ist in Deutschland in erster Linie die Amtsbezeichnung oder der akademische Titel einer Person, die Inhaber einer Professur an einer Hochschule ist. Sie stellt keinen akademischen Grad dar. Verbeamtete Professoren werden dem höheren Dienst zugerechnet. Eine Besonderheit bei der Ernennung ist das Berufungsverfahren anstelle der für Beamte ansonsten üblichen Laufbahnprüfungen.
Planmäßige Professoren (siehe unten) dürfen den Titel auch nach ihrer Pensionierung bzw. Emeritierung führen. In einzelnen deutschen Ländern kann die Bezeichnung „Professor“ oder „Professorin“ als akademische Würde oder als Titel auch nach dem vorzeitigen Ausscheiden aus der Hochschule nach einer mehrjährigen Dienstzeit weiter geführt werden.
2016 gab es an den 433 Hochschulen in Deutschland 46.835 Professoren (35.880 männliche entspricht 77 %, 10.955 weibliche entspricht 23 %), davon 24.256 an Universitäten, 19.306 an Fachhochschulen, 2.308 an Kunsthochschulen, 448 an Verwaltungsfachhochschulen, 360 an Pädagogischen Hochschulen und 157 an Theologischen Hochschulen. Allerdings sind weniger als 10 % aller Wissenschaftler an den Universitäten Professoren, und nur 7,8 % sind planmäßige Professoren mit einer festen, besoldeten Stelle und vollem Stundendeputat (Stand 2015).
Die Gesamtzahl der Professoren hat sich, auch aufgrund der stark gestiegenen Studierendenzahlen, von 37.965 im Jahr 2003 auf 48.128 im Jahr 2018 und damit in 15 Jahren um etwa 27 % erhöht:
| 2003   | 2004   | 2006   | 2008   | 2010   | 2012   | 2013   | 2015   | 2016   | 2018   |
| ------ | ------ | ------ | ------ | ------ | ------ | ------ | ------ | ------ | ------ |
| 37.965 | 38.443 | 37.694 | 38.654 | 41.462 | 43.862 | 45.013 | 46.344 | 46.835 | 48.128 |

### Professoren (Prof.) ohne Zusatzbezeichnung
Hierbei handelt es sich um eine Amtsbezeichnung verschiedener Hochschulen wie Universitäten, Fachhochschulen, Kunst- und Musikhochschulen oder Akademien. Verbeamtete planmäßige Professoren werden seit spätestens 2005 (die Einführung der Besoldungsordnung W erfolgte in den Ländern zu unterschiedlichen Zeiten) in die Besoldungsgruppen W 2 und W 3 eingestuft. Die Besoldungsgruppe lässt dabei keinen Rückschluss auf den Hochschultyp zu. Während allerdings die meisten Fachhochschulprofessoren nach W 2 besoldet werden, gibt es an den Universitäten und ihnen statusmäßig gleichgestellten Hochschulen, etwa den Pädagogischen Hochschulen, deutlich mehr W-3- als W-2-Professoren.
Die Besoldungsgruppe W 1 wird für Juniorprofessoren vergeben und ist normalerweise für befristete Anstellungen vorgesehen. Vor der Einführung der Besoldungsordnung W wurden Professoren in die Besoldungsgruppen C 3 und C 4 und sehr selten auch in die Besoldungsgruppe C 2, an Fachhochschulen in die Besoldungsgruppen C 2 und C 3, an den anderen Hochschulen in C 2, C 3 und C 4 eingestuft. Professoren, die bei ihrer Berufung (vor 2005) in die C-Besoldung berufen wurden, verblieben in der Regel in ihr, konnten auf Antrag aber in die W-Besoldung wechseln. Bei einem Wechsel der Stelle wurden sie allerdings ausschließlich in die W-Besoldung eingestuft; hiervon konnte nur bei einem Wechsel innerhalb eines Landes abgewichen werden.
Die Besoldung für W-2- und W-3-Professuren setzt sich zusammen aus einem Grundgehalt, das gemäß einer Entscheidung des Bundesverfassungsgerichtes im Jahr 2013 bereits eine angemessene Alimentation zu sein hat, und leistungsabhängigen Zuschlägen, die entweder dauerhaft oder zeitlich begrenzt gewährt werden. Diese werden zwischen den Stelleninhabern und der Hochschulleitung ausgehandelt, weshalb die tatsächlichen Bruttogehälter deutscher Professoren heute sehr stark voneinander abweichen können. Auch das Grundgehalt unterscheidet sich zwischen den Ländern. Die gleiche Besoldungsgruppe führt also je nach Dienstherr und individueller Aushandlung nicht zu gleichen Bezügen, sondern kann um mehrere tausend Euro unterschiedlich sein. Das W-3-Grundgehalt ist dabei grundsätzlich höher als bei W 2; unter Umständen kann ein W-2-Professor aber, je nach Land sowie aufgrund individueller Zulagen, auch mehr verdienen als ein W-3-Professor. Hinzu kommen fächerspezifische Unterschiede; so werden etwa Geisteswissenschaftlern im Durchschnitt deutlich geringere Leistungszulagen gewährt als Ingenieurwissenschaftlern.
Normalerweise sind W-2- und W-3-Professuren unbefristet und mit dem Beamtenstatus auf Lebenszeit verbunden, man bezeichnet ihre Inhaber als planmäßige Professoren, da ihre Positionen im Stellenplan der jeweiligen Hochschule verankert sind. Es gibt aber auch immer mehr befristet beschäftigte Professoren sowie Professoren im Angestelltenverhältnis, letztere zum Beispiel an privaten Hochschulen oder bei fehlenden Voraussetzungen für die Verbeamtung an staatlichen Hochschulen. Bei Erstberufungen, d. h., wenn der Kandidat zuvor noch keine permanente Professur bekleidet hat, ist daneben in den meisten Ländern eine teils mehrjährige Probezeit, oft mit Prüfung der pädagogischen Eignung, üblich, bevor die Stelle auch formal entfristet wird; in Berlin, Nordrhein-Westfalen, Mecklenburg-Vorpommern, Rheinland-Pfalz und Sachsen-Anhalt gibt es keine solchen Regelungen. Zwischen 2017 und 2019 sank der Anteil der Berufungen in ein Beamtenverhältnis auf Lebenszeit überdies deutlich, sodass diese nur noch zwei Drittel der Erstberufungen ausmachten, während 15 Prozent der Hochschullehrer nur befristet verbeamtet wurden. Die übrigen wurden als unbefristete Angestellte beschäftigt. Die Amtsbezeichnung Professor allein ist daher kein sicheres Indiz für eine Daueranstellung.
Professoren an einer künstlerischen Hochschule leiten meist eine Meisterklasse.

### Universitätsprofessoren
Universitätsprofessor (kurz Univ.-Prof.) ist eine Amtsbezeichnung für beamtete Hochschullehrer an Universitäten in mehreren deutschen Ländern, etwa Nordrhein-Westfalen oder Mecklenburg-Vorpommern. In einigen Bundesländern wird die Bezeichnung Universitätsprofessor hingegen nicht mehr für neu eingestellte Professoren verwendet. In Baden-Württemberg beispielsweise kann diese Bezeichnung nur noch auf Antrag von solchen Professoren geführt werden, die sie bereits vor dem Jahr 2000 trugen. Hier lautet die offizielle Amtsbezeichnung ansonsten schlicht Professor.
Ein Universitätsprofessor der Besoldungsgruppe W 3 oder C 4 ist meistens Lehrstuhlinhaber. Ein solcher W-3-Professor verfügt im Haushaltsplan über eine oder mehrere Stellen für wissenschaftliche Mitarbeiter, ein höheres Gehalt und einen größeren Etat.
Vor der Novellierung des Hochschulrahmengesetzes 1976 (und in Bayern bis heute) nannte man einen Lehrstuhlinhaber Ordinarius oder ordentlicher Professor. Hiermit war das Recht verbunden, nach dem Eintritt ins Rentenalter als Emeritus mit bestimmten Privilegien und einem eigenen Etat zu wirken. Professoren, die vor 1976 auf solche Stellen erstberufen wurden, dürfen daher noch Emeriti sein; später berufene sind ohne Wahlmöglichkeit Professoren im Ruhestand. In Baden-Württemberg dürfen diese Professoren an Universitäten, die noch vor Aufhebung des Universitätsgesetzes 2005 in die Besoldungsgruppe C 4 eingruppiert wurden, weiterhin auch offiziell den Titel Ordinarius führen. Besondere Rechte sind damit aber nicht mehr verbunden.
In den meisten Ländern gehören verbeamtete, planmäßige Universitätsprofessoren ohne eigenen Lehrstuhl bzw. Arbeitsgruppe hingegen meist zur Besoldungsgruppe W 2 beziehungsweise C 3 (im älteren Sprachgebrauch und in Bayern auch heute noch im Gesetz als Extraordinarien oder außerordentliche Professoren bezeichnet). Diese W-2-Professoren verfügen über weniger oder gar keine Mitarbeiter und haben auch sonst geringere reguläre Haushaltsmittel. W-2-Professuren stellen aber dennoch vollwertige, reguläre und im Etat meist dauerhaft vorgesehene Stellen dar; in Hinblick auf Einstellungsvoraussetzungen und Berufungsverfahren unterscheiden sich W-2-Professoren nicht von Lehrstuhlinhabern, sondern sind Hochschullehrer mit allen Rechten und Pflichten. Sie dürfen daher nicht mit außerplanmäßigen Professoren (s. u.) verwechselt werden. In einigen deutschen Ländern (insbesondere Baden-Württemberg) werden auch die meisten Professoren ohne Lehrstuhl und eigene Mitarbeiter nach W 3 besoldet („ohne Leitungsfunktion“). Umgekehrt kommt es gerade in kleinen Fächern vor, dass Lehrstuhlinhaber nach W 2 besoldet werden.
Vor 2004/2005 (die Einführung der Besoldungsordnung W erfolgte in den Ländern zu unterschiedlichen Zeiten) eingestellte Professoren wurden in die Besoldungsgruppen C 3 und C 4, in einigen Ausnahmefällen auch C 2 eingestuft. Seit 2013 sind die Unterschiede zwischen der Grundbesoldung von W-2- und W-3-Professoren deutlich geringer als zu Beginn, und viele Universitäten sind dazu übergegangen, auch W-2-Professoren mindestens eine Mitarbeiterstelle zur Verfügung zu stellen. Genau wie W-3-Professoren können sie überdies leistungsabhängige Zuschläge zu ihrem Grundgehalt aushandeln, die allerdings bei W-2-Professoren im Durchschnitt deutlich niedriger ausfallen, sodass das durchschnittliche monatliche Bruttogehalt (2019 etwa 7000 Euro) geringer ist als bei W 3 (2019 etwa 8600 Euro). Der Deutsche Hochschulverband kritisiert seit langem, dass die Entscheidung, ob eine Universität eine Professur nach W 2 oder nach W 3 besolde, primär vom Haushaltsplan bestimmt sei, da es nur noch selten sachliche Gründe für die unterschiedliche Einstufung gebe.
Planmäßige Professoren werden durch ein Berufungsverfahren (Ausschreibung, Bewerbung, Begutachtung, Probeveranstaltungen) ausgewählt, das sich aber im Einzelnen von Fach zu Fach und von Hochschule zu Hochschule unterscheidet. Grundprinzip ist dabei die Kooptierung durch bereits an der jeweiligen Institution tätige Wissenschaftler, die also das Recht haben, ihre künftigen Kollegen selbst auszuwählen. Die Lehrverpflichtung planmäßiger Universitätsprofessoren liegt derzeit in der Regel bei acht oder neun Stunden pro Woche und ist damit nur halb so hoch wie bei den meisten Fachhochschulprofessoren. Begründet wird dies damit, dass Wissenschaftlern an Universitäten ausreichend Gelegenheit zur eigenen Forschung gegeben werden soll. In allen entscheidenden Hochschulgremien muss überdies sichergestellt sein, dass die meisten stimmberechtigten Mitglieder W2- oder W3-Professoren sind; dieses Prinzip der Professorenmehrheit ist Ausdruck der vom Grundgesetz festgelegten Forschungsfreiheit, deren Träger die planmäßigen Professoren sind.

### Außerplanmäßige Professoren
Die Bezeichnung außerplanmäßiger Professor (apl. Prof.) kann von Hochschulen mit Promotions- und Habilitationsrecht an Personen verliehen werden, die promoviert sind, aufgrund der erworbenen Lehrbefähigung (durch eine Habilitation oder den Nachweis habilitationsadäquater Leistungen) die Lehrbefugnis (venia legendi) besitzen und zudem in Forschung und Lehre nach Ansicht ihrer Fakultät und aufgrund externer Begutachtung hervorragende Leistungen erbracht haben. Allgemeine Voraussetzung ist, dass sie sich durch mehrjährige erfolgreiche Lehrtätigkeit qualifiziert haben müssen, wobei die Dauer dieser Lehrtätigkeit nach Ländern unterschiedlich ist (zwei- bis sechsjährige Lehre). Ein Berufungsverfahren findet, anders als bei W-2- und W-3-Professuren, nicht statt, da es nicht um die Besetzung einer Stelle, sondern nur um die Verleihung eines Titels geht: Zusätzliche Rechte und Pflichten sind mit der Ernennung zum außerplanmäßigen Professor an vielen Hochschulen nicht automatisch verbunden, da er zwar den Titel führt, aber in keinem Dienstverhältnis steht. Außerplanmäßige Professoren dürfen daher nicht mit außerordentlichen Professoren, die zu den planmäßigen Professoren zählen (s. o.), verwechselt werden.
Das Ausmaß der Pflichtlehre schwankt zwischen einer und zwei Semesterwochenstunden in Baden-Württemberg und Bayern und entspricht damit der eines Privatdozenten. Die Verpflichtung zur ggf. auch unentgeltlichen „Titellehre“ endet mit dem 62. (in Bayern) oder 65. Lebensjahr (etwa in Bremen). Ein Entzug des Titels „apl. Prof.“ erfolgt, wenn man über eine vorbestimmte Zeit (zwei Jahre in Sachsen-Anhalt, zwei aufeinanderfolgende Semester in Berlin und Hessen) die Titellehre nicht angeboten hat; diese ist üblicherweise an der Heimatuniversität zu erbringen, nach einer erfolgreichen Umhabilitation an eine andere Universität kann sie auch dort erbracht werden. In Nordrhein-Westfalen und Sachsen-Anhalt gibt es außerplanmäßige Professoren, die ein höheres Lehrdeputat erfüllen, teilweise bis zu acht Semesterwochenstunden.
Die Verleihung der Bezeichnung wird durch die Hochschulgesetze der Länder und teilweise weitergehend durch die Satzungen der einzelnen Hochschulen geregelt. Die Bezeichnung ist keine Amts- oder Dienstbezeichnung und nicht notwendigerweise mit einem Beschäftigungs- oder Dienstverhältnis an einer Hochschule verknüpft. Zu apl. Professoren sollen in einigen Ländern Personen an einer Hochschule dann nicht bestellt werden, wenn sie dort zugleich hauptberuflich tätig sind (ähnlich wie bei der Honorarprofessur); in anderen hingegen werden gerade fest angestellte oder verbeamtete habilitierte Angehörige des Mittelbaus oft zu apl. Professoren ernannt. Sie haben nicht in jedem Land die Befugnis, die akademische Bezeichnung „Professor“ ohne weiteren Zusatz zu führen, sind trotzdem für Außenstehende und Studierende oft nicht von planmäßigen Professoren auf W-2- oder W-3-Stellen zu unterscheiden. In einigen Ländern ist die Fortführung der Bezeichnung nach der Verabschiedung und Beendigung der Tätigkeit an eine Erlaubnis durch die zuständige Landesbehörde gebunden.
Privatdozenten kann nach einer mehrjährigen (in Baden-Württemberg mindestens zweijährigen, in Bayern sechsjährigen, in Berlin vierjährigen, in Nordrhein-Westfalen fünfjährigen) Tätigkeit in Forschung und Lehre die Berechtigung zur Führung des Titels „apl. Prof.“ von der Universität mit Zustimmung der für Hochschulen zuständigen Ministerien oder Senatsverwaltungen erteilt werden. An einigen Fakultäten wird die Verleihung der Bezeichnung auch nicht mehr an einen bestimmten Zeitraum, sondern vielmehr die Erfüllung bestimmter wissenschaftlicher Kriterien (insbesondere die Zahl hochwertiger wissenschaftlicher Publikationen nach Erlangung der Habilitation) geknüpft. An der Universität Hamburg werden außerplanmäßige Professoren als „§17-Professoren“ bezeichnet, ein Verweis auf den entsprechenden Paragrafen des Landeshochschulgesetzes.
Der Titel „außerplanmäßiger Professor“ (apl. Prof., apl. Professor) entstand 1933–1935. Vorher wurden diese Hochschullehrer „nicht beamtete außerordentliche Professoren“, kurz „n. b. ao. Professoren“ oder „nbao. Professoren“ genannt. Es handelt sich um eine Bezeichnung, die besonders häufig an humanmedizinisch tätige Privatdozenten verliehen wird. In Baden-Württemberg und Bayern zum Beispiel ist es außerplanmäßigen Professoren ausdrücklich erlaubt, den Titel „Professor“ ohne Zusatz zu führen. Der akademische Senat der Universität kann einer Privatdozentin oder einem Privatdozenten auf Vorschlag der Fakultät „die Bezeichnung ‚außerplanmäßige Professorin‘ oder ‚außerplanmäßiger Professor‘ verleihen. Sie oder er ist berechtigt, die Bezeichnung ‚Professorin‘ oder ‚Professor‘ zu führen“ (§ 39 Landeshochschulgesetz, vom 1. Januar 2015).
Mit der Verleihung dieses prestigeträchtigen Titels können Oberärzte beispielsweise leichter zum leitenden Oberarzt oder stellvertretenden Direktor in den Unikliniken aufsteigen. Oft sind dies leitende Ärzte (dirigierende Ärzte, leitende Oberärzte oder Chefärzte) in außeruniversitären Krankenhäusern oder niedergelassene Ärzte, die als nebenberufliche, nur korporative Hochschullehrer an Universitäten oder in akademischen Lehrkrankenhäusern Titellehre in geringem Umfang anbieten müssen. Sie können aber in angemessenem Umfang auch zu sonstigen Aufgaben von Hochschullehrern herangezogen werden.

### Sonderprofessoren
Sonderprofessoren („S-Professur“) sind von einer Universität berufene ordentliche Hochschullehrer mit der Besonderheit, dass sie auch in einer außeruniversitären Forschungseinrichtung tätig sind, häufig in leitender Position.

### Stiftungsprofessoren
Stiftungsprofessoren werden auf einen Lehrstuhl berufen, der nicht oder nicht ausschließlich aus dem Grundhaushalt einer Hochschule finanziert wird, sondern zunächst ganz oder teilweise von einem Drittmittelgeber getragen wird. Solche Professuren können von Stiftungen, Institutionen (z. B. Kirchen oder Gewerkschaften) oder Unternehmen gestiftet werden.
2016 gab es in Deutschland 806 Stiftungsprofessuren. Davon waren 488 Professuren von der Wirtschaft und 318 Professuren von Stiftungen finanziert. Im Regelfall muss die Finanzierung nach spätestens fünf Jahren von der jeweiligen Hochschule übernommen werden. Dies gilt auch für die von der DFG geförderten Heisenberg-Professoren.
Um eine spezielle Form einer Drittmittelprofessur würde es sich bei der vorgeschlagenen Bundesprofessur handeln, die nicht von den Ländern oder nichtstaatlichen Organen, sondern vom Bund finanziert und von der Deutschen Forschungsgemeinschaft (DFG) an bestimmte Personen statt an bestimmte Hochschulen vergeben werden würde.

### Juniorprofessoren
Juniorprofessor (Jun.-Prof.) ist eine Dienstbezeichnung für Nachwuchswissenschaftler, die sich auf diesen befristeten Stellen zur Berufung auf eine unbefristete Professur qualifizieren können. Grundsätzliches Vorbild der ab 2002 eingeführten Qualifikationsstelle war der amerikanische assistant professor mit einem hohen Maß an Selbstständigkeit bei der Akquisition von Forschungsmitteln und einer großen Unabhängigkeit in der Lehre. Zumindest de iure sind Juniorprofessoren vollwertige Hochschullehrer. Allerdings gilt in Deutschland eine gesetzliche Befristungsregelung, wobei vielfach noch der sogenannte tenure track fehlt, der (nach erfolgreicher Evaluation) grundsätzlich eine Weiterbeschäftigung des Wissenschaftlers möglich machen soll. Nicht wenige Juniorprofessoren streben daher dennoch eine Habilitation an, um ihre Aussichten zu verbessern.
Juniorprofessuren wurden 2002 durch eine Änderung im Hochschulrahmengesetz eingeführt und anschließend in allen Landeshochschulgesetzen umgesetzt. Sie beinhalten eine auf sechs Jahre befristete Anstellung in einem Beamtenverhältnis (W1), selten auch im Angestelltenverhältnis. Es ist bundesweit nicht einheitlich geregelt, welchen Titel ein Juniorprofessor führen soll (Jun.-Prof. oder Prof.) und ob ihm das Promotionsrecht zuerkannt wird. Vom Hausberufungsverbot sind sie ausgenommen.
In Hessen ist seit dem 10. Dezember 2015 die Neuverleihung der Dienstbezeichnung Juniorprofessur zugunsten einer modifizierten Version und Bezeichnung, der Qualifikationsprofessur (§ 64 HHG), aufgegeben worden. Der Titel wird im Gesetz nicht spezifiziert.

### Seniorprofessoren
Seniorprofessuren (englisch (distinguished) senior professorships) werden zunehmend auch in Deutschland vergeben und je nach Land etwas unterschiedlich konzipiert. Es kann entweder primär die Ehrung und Förderung der Forschung im Vordergrund stehen oder aber die Abhaltung von Lehrveranstaltungen und Klausuren in einer Zwischenphase bis zur Neuberufung des Nachfolgers oder auch von Veranstaltungen und (Rest-)Kandidatenbetreuung in einem Fachgebiet, für das keine unmittelbare Nachfolgeprofessur mehr vorgesehen ist. Der Eintritt in eine Seniorprofessur kann, je nach Land oder Universität unterschiedlich, unter Umständen schon vor Erreichen der regulären Pensionsgrenze erfolgen, am häufigsten allerdings zum Zeitpunkt des Erreichens der regulären Pensionsgrenze; er kann aber unter Umständen auch danach noch erfolgen.
Generell soll aber nicht Nachwuchswissenschaftlern der Zugang auf Professuren versperrt oder verzögert werden. Daher bekommt der Seniorprofessor auch kein reguläres Gehalt, sondern das hierfür vorgesehene nebenberufliche Einkommen orientiert sich bei voller Verpflichtung (z. B. für eine Seniorprofessur mit 8-stündiger Lehrverpflichtung) ungefähr nach der Differenz zwischen Pensionshöhe und vorhergehendem regulärem Einkommen und ist bei geringerer Verpflichtung entsprechend niedriger (Modell an der Johann Wolfgang Goethe-Universität Frankfurt am Main). Wie weit im Falle dieser primär mit Lehre beauftragten Seniorprofessuren weiterhin Forschung möglich ist, ist (falls Raum- und Gerätebedarf besteht) mit der jeweiligen Einrichtung auszumachen. Seniorprofessuren können an bisherige Professoren der eigenen Universität ausgesprochen werden (was der häufigste Fall ist) oder aber an solche von außerhalb. Typischerweise werden sie, wiederum abhängig von Land und Universität bzw. speziellem Förderprogramm, für ein bis fünf Jahre an ein und dieselbe Person ausgesprochen.
Die ersten Seniorprofessuren Deutschlands wurden wohl an Universitäten Bayerns vergeben, so z. B. 2006 an der Ludwig-Maximilians-Universität München. Bei diesem in Bayern realisierten Modell ist eine Ernennung schon in den letzten Jahren vor Eintritt des gesetzlichen Altersruhestandes möglich, womit sich die Seniorprofessoren ausschließlich der Forschung widmen können. Mögliche vorzeitig berufene jüngere Nachfolger übernehmen dann sämtliche mit dem Amt verbundenen Aufgaben (Lehre, universitäre Selbstverwaltung u. a.).
Das deutsche Land Niedersachsen hat 2008 die Niedersachsen-Professur 65+ gemeinsam mit der Volkswagen-Stiftung eingerichtet, um exzellente Forscher nach Erreichung des Pensionierungsalters weiterbeschäftigen zu können. Die Lehrverpflichtung beträgt hier nur bis zu 2 Stunden pro Semesterwoche. Die Professur ist befristet auf bis zu drei Jahre, eine Verlängerung auf bis zu fünf Jahre ist möglich. Die Förderung beträgt insgesamt bis zu 0,4 Mio. Euro, pro Jahr bis zu 80.000 Euro. Durch die Einbeziehung der Volkswagen-Stiftung sind auch Merkmale einer Stiftungsprofessur erfüllt.

### Honorarprofessoren
Honorarprofessoren (Hon.-Prof.) sind nebenberufliche Hochschullehrer, die aufgrund mehrjähriger selbstständiger Lehrtätigkeit als Lehrbeauftragte oder durch besondere wissenschaftliche oder künstlerische Leistungen außerhalb der Hochschule bestellt worden und dadurch mit der betreffenden Hochschule in besonderer Weise verbunden sind. Honorarprofessoren in Deutschland dürfen ohne weiteren Zusatz den Titel „Professor“ (Prof.) führen.
Die Leistungen auf dem jeweiligen Fachgebiet müssen den Anforderungen entsprechen, die an hauptberufliche Hochschullehrer gestellt werden. Sie halten Lehrveranstaltungen in geringerem Pflichtumfang ab, sind in der Hauptsache weiter in ihrem Beruf außerhalb der Hochschule tätig. Grundsätzlich erhalten sie kein Honorar, sondern allenfalls eine Aufwandsentschädigung. Die Bezeichnung „Honorar“ leitet sich vom lateinischen „honor“: Ehre, Ehrenamt ab. Im Falle der Verabschiedung darf die akademische Bezeichnung „Professor“ bei Vorliegen einer Genehmigung bzw. entsprechenden rechtlichen Rahmenbedingungen der einzelnen Länder weiterhin geführt werden. Ziel der Honorarprofessur ist es, Personen aus der beruflichen Praxis auch für die Lehre zu gewinnen. Honorarprofessuren gewinnen zunehmend an Attraktivität bei Führungskräften in Wirtschaft und Politik. Auch in der Medizin sind diese Titel verbreitet.

### Staats- oder Ehrenprofessoren

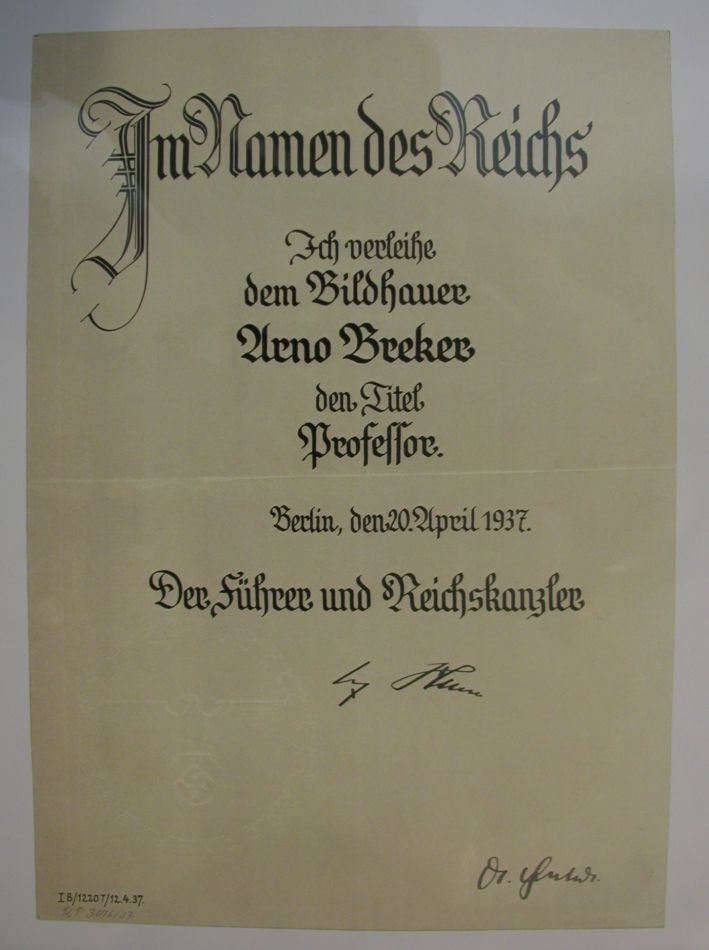
Verleihung des Titels „Professor“ (ohne universitären Bezug) an Arno Breker, 1937

Der Titel „Professor“ konnte seit dem 19. Jahrhundert in den meisten deutschen Staaten zur Würdigung besonderer Leistungen an Wissenschaftler und Künstler im öffentlichen Dienst, freie Wissenschaftler und freie Künstler ehrenhalber verliehen werden. Dafür war es nicht nötig, dass der Geehrte jemals als Hochschullehrer tätig gewesen war. Ein Beispiel dafür ist Adolph Menzel. Im Jahre 1937 zog Adolf Hitler als Staatsoberhaupt das Recht der Ernennung an sich, wodurch nationalsozialistische Kulturschaffende wie Veit Harlan zu dem Titel kamen.
Nach 1945 fiel das Recht den Ministerpräsidenten, Ersten oder Regierenden Bürgermeistern der einzelnen Länder zu und auch in der DDR wurde der Ehrentitel zum Beispiel an den populären Berliner Tierparkdirektor Heinrich Dathe vergeben. Heute existiert Professor als Ehrentitel in Baden-Württemberg für Erfinder, Industriemanager und Politiker (z. B. wurden Artur Fischer, Jürgen Schrempp und Wolfgang Schuster so geehrt), in Berlin (z. B. wurde Billy Wilder so geehrt), in Hamburg, Schleswig-Holstein, Hessen und im Saarland.

### Gastprofessoren
Gastprofessoren (englisch visiting professor) sind im Regelfall Professoren, die an einer anderen als ihrer Heimathochschule tätig sind. Dies geschieht zumeist in einem wissenschaftlichen Austausch über Gastsemester oder innerhalb von Forschungsprojekten. Gastprofessoren können aber auch Privatdozenten sein, die befristet an einer Hochschule eine Professur übernehmen, insbesondere im Rahmen einer Lehrstuhlvertretung (siehe unten). Es gibt auch ständige Gastprofessoren, die für längere Zeit einen Lehrauftrag an einer anderen Hochschule wahrnehmen.

### Vertretungsprofessoren
Ein Vertretungsprofessor ist ein Wissenschaftler oder Künstler, der in einer Übergangszeit mittels einer zeitlich befristeten Einstellung, unabhängig von den üblichen Bewerbungsverfahren, eine semesterweise Verwaltung einer Professur übernimmt. Es handelt sich damit um eine Sonderform der Gastprofessur. Die Einstellung erfolgt ohne das aufwändige Berufungsverfahren, nicht einmal eine öffentliche Ausschreibung ist zwingend erforderlich. Die Einstellungsvoraussetzungen und Pflichten sind jedoch die eines regulären Professors: Es müssen eine Habilitation oder vergleichbare wissenschaftliche Leistungen vorgewiesen werden, und die Vertretungsprofessoren müssen sich in Lehre, Forschung und in der akademischen Selbstverwaltung betätigen. Während der Vertretungsdauer darf in einigen Ländern der Professorentitel geführt werden, in anderen nicht. Einen Anspruch auf eine Daueranstellung gibt es nicht.
Die Vertretungsprofessur wird vergeben, wenn eine Professur etwa wegen Beurlaubung, Pensionierung oder Weggang des Stelleninhabers zeitlich befristet unbesetzt ist. Die Professurvertretung wird, je nachdem, in welchem Land sie wahrgenommen wird, entweder auf der Grundlage eines Dienst- beziehungsweise Arbeitsvertrages oder aber im Wege eines Vertretungsauftrages übertragen. Im letzteren Falle kommt kein Vertragsverhältnis im arbeitsrechtlichen Sinne zustande, sondern ein öffentlich-rechtliches Dienstverhältnis eigener Art. Dabei kann eine Professur sowohl ohne Hoffnung auf eine Übernahme (Vertretung sine spe) als auch mit der Aussicht, die vakante Professur nach Abschluss eines Berufungsverfahrens als regulärer Professor übertragen zu bekommen (Vertretung cum spe), übernommen werden.

### Verwaltungsprofessuren
Verwaltungsprofessuren sind eine Form der Vertretungsprofessur, bei der der Wissenschaftler beauftragt ist, die Lehre vorübergehend zu sichern. Der Vertreter ist häufig bereits bei der jeweiligen Hochschule angestellt und muss nicht berufbar sein, denn er ist lediglich mit der Verwaltung der vakanten Professur beauftragt. Hierzu gehört auch die Übernahme aller sonstigen Aufgaben, die mit der Professur verbunden sind. Zur Lehre kommen hier noch Forschung, Prüfungsabnahme und akademische Selbstverwaltung hinzu.

### Professor h. c.
Professor h. c. (lat. honoris causa „ehrenhalber“) war ursprünglich eine akademische Auszeichnung für einen Gelehrten von internationalem Rang, der durch seine wissenschaftlichen Arbeiten die Forschungserkenntnisse seines Fachgebietes erheblich vorangebracht hatte. Historisch wurden Ehrenprofessoren bis Ende des 19. Jahrhunderts auch mit dem Titel Professor honorarius ernannt.
Der Titel wird heutzutage – selten – auch für besondere wissenschaftliche, künstlerische oder politische Verdienste (vor allem in Österreich, siehe den Artikel „Berufstitel“) verliehen, unabhängig von einer üblichen akademischen Karriere. Ein Professor h. c. hat keine Lehrverpflichtung. Eine weitere gebräuchliche Schreibform des Professor h. c. im deutschen Sprachraum ist auch „Professor E. h. (Ehrenhalber)“.
Nach deutschem Promotionsrecht ist die Promotion zum Ehrendoktor (Dr. h. c.) in der Regel den Wissenschaftlichen Hochschulen vorbehalten, während die „Berufung“ zum Professor h. c., genau wie eine Berufung zum ordentlichen Professor, durch das Kultus- bzw. Bildungsministerium des jeweiligen Landes erfolgt.

### Gemeinsam berufene Professoren/Sektoral-Professuren
Gemeinsam berufene Professoren haben neben ihrem Amt an der Hochschule auch eine Leitungsfunktion an einer externen Forschungseinrichtung inne. Ihr Lehrdeputat ist dabei meist deutlich herabgesetzt. In Berlin ist auch die Bezeichnung Sektoral-Professur (S-Professur) üblich.

### Professoren als Leiter von Bundesbehörden und Museen
Die Leiter einiger Bundesbehörden und Museen tragen die Amtsbezeichnungen „Direktor und Professor“, „Präsident und Professor“ bzw. „Museumsdirektor und Professor“. Siehe Direktor und Professor. In der Regel ist damit eine der obengenannten Professuren verbunden.

## Formalia in Deutschland

### Einstellungsvoraussetzungen
In Deutschland sind die Einstellungsvoraussetzungen sowie die dienstrechtlichen Verpflichtungen der Professoren im Hochschulrahmengesetz (HRG) und in den Landeshochschulgesetzen geregelt. In Bayern gibt es zudem ein eigenes Hochschulpersonalgesetz.
Die Voraussetzungen zur Berufung als Professorin oder Professor an einer wissenschaftlichen Hochschule, d. h. die „Einstellungsvoraussetzungen für Professorinnen und Professoren“ (so der Wortlaut der Hochschulgesetze der Länder), sind gegenwärtig in Ergänzung zu einem abgeschlossenen Hochschulstudium, pädagogischer Eignung und besonderer Befähigung zu wissenschaftlicher Arbeit, die in der Regel durch eine Promotion nachgewiesen wird, „zusätzliche wissenschaftliche Leistungen“, die mittels einer Habilitation, im Rahmen einer Juniorprofessur oder gleichwertiger wissenschaftlicher Tätigkeiten nachgewiesen werden. Für künstlerische und Fachhochschulen gilt Entsprechendes (vgl. die aktuellen Hochschulgesetze der Länder). Bei Bewerbern aus Ländern, deren Wissenschaftssysteme weder Habilitation noch Juniorprofessur kennen, obliegt die Entscheidung, ob habilitationsäquivalente Leistungen (beispielsweise eine zweite wissenschaftliche Monographie neben der Dissertation) vorliegen, der zuständigen Berufungsdiskussion.
Eine Voraussetzung zur Berufung als Professor an einer Universität oder Pädagogischen Hochschule war bis 2003 beziehungsweise 2005 in der Regel die Habilitation oder eine gleichwertige herausragende wissenschaftliche Leistung, die durch eine Promotion und eine berufliche Tätigkeit oder Forschung erbracht wurde. Seit 2005 sollte grundsätzlich die Juniorprofessur Voraussetzung sein, die Möglichkeit, wissenschaftliche Leistungen durch die Berufserfahrung zu erbringen, bestand aber weiter. Seit 2007 sind beide Möglichkeiten, die Habilitation und die positiv evaluierte Juniorprofessur, formal gleichwertige Zugänge zu Professuren an Universitäten und ihnen statusmäßig gleichgestellten Hochschulen. Dies differiert jedoch je nach Fach und der einzelnen berufenden Fakultät teils erheblich. In den Ingenieurwissenschaften kann ähnlich wie an Fachhochschulen praktische Erfahrung in der Industrie einen höheren Stellenwert haben als die Habilitation. In anderen Fächern wiederum ist es nach wie vor sehr schwierig, ohne Habilitation auf eine Universitätsprofessur berufen zu werden.
Für die Berufung an Fachhochschulen werden dagegen in der Regel die Promotion und eine mindestens fünfjährige Berufspraxis (davon drei Jahre außerhalb einer Hochschule) sowie besondere Leistungen bei der Anwendung oder Entwicklung wissenschaftlicher Erkenntnisse und Methoden erwartet. Meist werden auch Erfahrungen in der Lehre vorausgesetzt. Private (Fach-)Hochschulen setzen ebenfalls berufspraktische Erfahrung in der Wirtschaft für die Aufnahme einer Lehrtätigkeit voraus. Hier können auch Nichtpromovierte einen Professorentitel führen.
An Kunsthochschulen kann berufen werden, wer eine besonders herausragende künstlerische Qualifikation besitzt und darüber hinaus ein bedeutendes künstlerisches Lebenswerk vorweisen kann. An Pädagogischen Hochschulen sind neben der Promotion zusätzlich die Befähigung zum entsprechenden Lehramt durch das erfolgreich abgeschlossene Referendariat nachzuweisen.
In Deutschland gilt – trotz einiger Lockerungen in manchen Ländern – grundsätzlich ein Hausberufungsverbot: Wer sich auf eine W-2- oder W-3-Professur bewirbt, soll an der Hochschule, an der er sich bewirbt, zu diesem Zeitpunkt nicht angestellt sein. Damit sollen Bevorzugungen und Nepotismus (Vetternwirtschaft) erschwert werden. Privatdozenten, die an einer Hochschule lediglich ihre (nicht bezahlte) Titellehre anbieten, fallen dagegen nicht unter das Hausberufungsverbot. Für Juniorprofessoren, die nach der Promotion die Hochschule gewechselt haben, gilt das Hausberufungsverbot ebenfalls ausdrücklich nicht. Umstritten ist, ob das Verbot in Widerspruch zum Grundgesetz steht, das die Bestenauslese als Kriterium für die Einstellung von Beamten fordert.
Das Durchschnittsalter bei der ersten Berufung zum Professor liegt derzeit bei etwa 42 Jahren, mit großen Unterschieden zwischen den Fächern. Für Erstberufungen auf eine unbefristete planmäßige Professur gelten in den Ländern unterschiedliche Altersgrenzen, die meist mit der Vollendung des 50. oder 52. Lebensjahres erreicht werden. Danach ist eine Verbeamtung nur noch in Ausnahmefällen möglich; einer Einstellung im Angestelltenverhältnis steht hingegen rechtlich nichts im Wege. In der Praxis sind Erstberufene aber nur selten älter als 49.

### Berufungsverfahren
Jährlich werden an den Hochschulen in Deutschland ungefähr 1200 W1-, W2- und W3-Professuren neu besetzt, die meisten durch ein kompliziertes und langwieriges Berufungsverfahren, das in den Hochschulgesetzen der Länder geregelt ist. Es erstreckt sich nicht selten über mehrere Jahre (daher Vertretungsprofessuren), wobei eine Kommission nach der öffentlichen Ausschreibung der Stelle zunächst eine Vorauswahl unter den Bewerbern trifft und entscheidet, von wem die wichtigsten Schriften angefordert und bewertet werden. Sodann lässt man einige (meist 5–7) Kandidaten Probevorträge halten (das sogenannte Vorsingen), trifft anschließend wiederum eine Auswahl, holt parallel zwei bis drei Gutachten von außerhalb der jeweiligen Hochschule ein und erstellt schließlich eine meist drei Personen umfassende gereihte Vorschlagsliste. Diese muss im Anschluss von den zuständigen Gremien verabschiedet werden.
In der Regel ergeht dann an den Erstplatzierten der „Ruf“ auf die Stelle. Die endgültige Entscheidung, die prinzipiell auch von der vorgeschlagenen Reihung abweichen darf, liegt je nach Bundesland entweder beim zuständigen Ministerium oder beim Rektor oder Präsidenten der jeweiligen Hochschule; Letzteres ist heute üblicher. Auf die Erteilung des Rufes folgen Berufungsverhandlungen, die sich längere Zeit hinziehen können, falls der Bewerber die Wahl zwischen mehr als einer Hochschule hat. Hierbei verständigt man sich über etwaige Leistungszulagen zur Besoldung und die finanzielle und personelle Ausstattung der Professur. Durch Absagen der Listenplatzierten kann sich das Verfahren bis hin zu einer Neuausschreibung verzögern. In manchen Ländern kann auch ein Veto des zuständigen Ministeriums eine deutliche Verzögerung bewirken.
Alle deutschen Landeshochschulgesetze sehen ferner die Möglichkeit von ad personam-Berufungen vor: In diesen Ausnahmefällen kann auf die öffentliche Ausschreibung der Professur verzichtet werden, sofern die Universität objektive Gründe benennen kann, wieso überhaupt nur eine bestimmte Person für die Stelle in Frage kommt. Auch in diesem Fall muss die betreffende Person aber das übliche Berufungsverfahren nebst Probevortrag und externer Begutachtung durchlaufen, um dem von Grundgesetz geforderten Prinzip der Bestenauslese zu genügen.
Zu Berufungsverfahren und der daraus resultierenden Rekrutierung des wissenschaftlichen Nachwuchses gibt es einige Untersuchungen aus dem Bereich der Gender Studies (Färber und Spangenberg, 2008; Junghans 2012), die sich mit dem Einfluss des Geschlechts auf diese spezielle Form des Personalauswahlverfahrens beschäftigen. Außerhalb der Gender Studies gibt es nur wenige systematische Untersuchungen zur Berufungspraxis, die zudem historischer Natur sind (z. B. Schmeiser 1994; Brezinka 2000).

### Berufungschancen
2016 gab es an den deutschen Universitäten ungefähr 170.000 befristet beschäftigte Wissenschaftler, die eine Berufung auf eine planmäßige Professur anstrebten. Laut dem Bundesbericht wissenschaftlicher Nachwuchs von 2017 gab es im Jahr 2014 in Deutschland insgesamt 872 Neuberufungen auf eine Dauerstelle als Professor; bei insgesamt 45.378 Bewerbungen war demnach nur eine von 52 Bewerbungen erfolgreich. Gerade in kleinen Fächern übersteigt die Zahl der qualifizierten Bewerber die der wenigen verfügbaren Professuren oft um ein Vielfaches. Fest steht, dass die akademische Laufbahn mit dem Ziel, auf eine Professur berufen zu werden, für den wissenschaftlichen Nachwuchs im deutschsprachigen Raum – wie Max Weber schon 1917 in seinem berühmten Vortrag Wissenschaft als Beruf betont hat – in sehr hohem Maße ein Wagnis bleibt: „Denn es ist außerordentlich gewagt für einen Gelehrten […], überhaupt den Bedingungen der akademischen Laufbahn sich auszusetzen. Er muss es mindestens eine Anzahl Jahre aushalten können, ohne irgendwie zu wissen, ob er nachher die Chancen hat, einzurücken in eine Stellung, die für den Unterhalt ausreicht“. 
Nur etwa jeder fünfte habilitierte Wissenschaftler wird heutzutage auf eine unbefristete Professur berufen; ob dies gelingt, entscheidet sich oft erst mit Mitte 40. Schmeiser (1994) spricht daher von einer „Risikopassage“, die nicht planbar ist. Welche Rolle bei einer Berufung einzelne Komponenten – wie fachliche Kompetenz, Publikationen, Zitation, Glück/Zufall, Tagesform, Zusammensetzung der Berufungskommission und Kompetenz/Ambition ihrer Mitglieder, Einbindung des Kandidaten in bestehende wissenschaftliche Netzwerke, Präsenz auf einschlägigen Tagungen – spielen, ist empirisch nicht erforscht und bleibt so Gegenstand der Spekulation.
Aufgrund der großen Freiheiten und Gestaltungsmöglichkeiten in Verbindung mit einer ökonomisch abgesicherten Stellung, die mit einer planmäßigen Universitätsprofessur einhergehen, streben nach wie vor die meisten Wissenschaftler in Deutschland eine solche Position an; sie nehmen dafür die erheblichen Risiken und Unwägbarkeiten in Kauf, die bis zur Erstberufung mit einer akademischen Karriere verbunden sind.

### Emeritierung und Pensionierung
Die informell noch immer verbreitete Bezeichnung nicht mehr aktiver Professoren als „emeritiert“ ist seit längerer Zeit überholt: Bei Erreichen der Altersgrenze für die Berufstätigkeit werden Professoren heute in der Regel vielmehr pensioniert und nicht mehr emeritiert. Letzteres bedeutete im Gegensatz zur Pensionierung lediglich die Freistellung von Lehrverpflichtungen (Entpflichtung); die Besoldung eines emeritierten Professors wurde nur wenig gekürzt, auch behielt er einen Anspruch auf ein Dienstzimmer und weitere Privilegien. Diese Professoren wurden bei einer ordnungsgemäßen „Emeritierung“ als emeritierte Professoren oder Emeriti (Singular: Emeritus oder als weibliche Form Emerita) bezeichnet und blieben ihrer Hochschule oft eng verbunden, etwa durch weitere Forschungs- und Lehraktivitäten.
Angesichts der seit den 1970ern stark gestiegenen Zahl an Professuren ließ sich diese Praxis nicht länger durchhalten. Die Emeritierung ist heute daher nicht mehr möglich, da sie gesetzlich nur erlaubt blieb, wenn eine Erstberufung vor 1975 stattgefunden hatte. Aktive Amtsinhaber, auf die diese Voraussetzung zutrifft, gibt es heute nicht mehr (wohl aber noch einige Emeriti).
Seniorprofessuren (siehe oben) sind hierbei ein neuer Ansatz, die Kompetenz hervorragender Wissenschaftler nach der Pensionierung den Hochschulen zu erhalten. Sie arbeiten meist in Form eines mit ihrer Hochschule ausgehandelten Lehrauftrags in Institut oder Fakultät weiter.

### Berufsverbände
- Der Deutsche Hochschulverband ist mit fast 32.000 Mitgliedern (Stand: 2020)[28] eine Interessenvertretung der deutschen Professoren und habilitierter Wissenschaftler, die an einer deutschen Universität bzw. gleichgestellten Hochschule lehren.
- Der Hochschullehrerbund ist mit circa 8.200 Mitgliedern eine Interessenvertretung der deutschen Professoren an Fachhochschulen.
- Der Verband Hochschule und Wissenschaft umfasst alle Hochschularten und steht allen Hochschulbediensteten offen. Er ist die Fachgewerkschaft des dbb beamtenbund und tarifunion für den Hochschul- und Wissenschaftsbereich.
- Die Deutsche Gesellschaft Juniorprofessur vertritt die Interessen der Juniorprofessoren.

Alle vier Verbände bieten ihren Mitgliedern ein umfangreiches Serviceangebot.

### Besoldungsgruppen
Die Besoldung von beamteten Professoren und Assistenten an staatlichen Hochschulen in Deutschland erfolgt nach der Bundesbesoldungsordnung W oder der C-Besoldung. Bei Neueinstellungen oder eventuell nach Bleibeverhandlungen kommt je nach Land spätestens seit 2005 nur noch die Besoldungsordnung W zur Geltung, die drei Gruppen umfasst: W 1 (Juniorprofessur), W 2 und W 3 (Besoldungsarten für alle anderen Arten von Professoren und Angehörigen der Hochschulleitung). Die Professoren der Besoldungsgruppen W 2 und W 3 werden normalerweise auf Lebenszeit verbeamtet. Bei Erstanstellungen ist allerdings nach einigen Landesgesetzen die Anstellung zunächst zu befristen, je nach Land bis zu acht Jahren. Diese Befristung entfällt in der Regel, wenn es sich um einen Bewerber aus dem Ausland handelt, ein inländischer Bewerber auf eine befristete Stelle nicht gewonnen werden kann oder ein Juniorprofessor der eigenen Hochschule berufen werden soll. Nach der Befristung wird das Beamtenverhältnis auf Zeit in eines auf Lebenszeit umgewandelt, wenn sich der Professor bewährt hat, ansonsten wird er entlassen. In einigen Ländern, etwa Nordrhein-Westfalen oder Mecklenburg-Vorpommern, werden hingegen auch erstberufene W-2- und W-3-Professoren direkt auf Lebenszeit eingestellt. Die Stellen von Juniorprofessoren sind hingegen immer befristet. Die Befristung gilt zunächst für drei Jahre, bei positiver Beurteilung wird die Stelle für weitere drei Jahre zur Verfügung gestellt und auch die Besoldung erhöht sich geringfügig. Manche Juniorprofessuren werden anschließend in eine dauerhafte W-2- oder W-3-Professur überführt (Tenure-Track).
Das Grundgehalt der W-Besoldung ist in allen drei Besoldungsgruppen nicht nach Altersstufen aufsteigend, sondern bleibt für die gesamte Dauer des Dienstverhältnisses gleich (Ausnahmen: Bayern, Hessen und Sachsen). Es gibt aber bei W2 und W3 Leistungszulagen, die mit der Hochschulleitung ausgehandelt werden und teils mehrere tausend Euro im Monat betragen können: Grundgehalt und Leistungszulagen ergeben zusammen das individuelle Bruttoeinkommen der Professoren. Für Angehörige der Hochschulleitung wiederum (Rektor bzw. Präsident, ihre Stellvertreter und Kanzler) gelten eventuell Sonderregelungen. Ihre Stellen sind landesrechtlich meist befristet (unterschiedliche Zeitspanne).
In der ausgelaufenen C-Besoldung, in der vor 2004/05 berufene Hochschullehrer freiwillig verbleiben können, wird die Eingruppierung nach C 1 (wissenschaftliche Assistenten), C 2 (Oberassistenten, Hochschuldozenten und 40 Prozent der Professoren an Fachhochschulen), C 3 (60 % der Fachhochschulprofessoren und außerordentliche Professoren an wissenschaftlichen Hochschulen) und C 4 (ordentliche Professoren an wissenschaftlichen Hochschulen) unterschieden. C-2-, C-3- und C-4-Professoren sind auf Lebenszeit eingestellt (teils mit Befristung bei Ersteinstellung wie oben). Sie mussten sich im Rahmen eines Berufungsverfahrens gegen Mitbewerber durchsetzen. C-2- und C-3-Professoren an Fachhochschulen unterscheiden sich in ihren Rechten und Pflichten nicht. Auch an Universitäten und ihnen statusmäßig gleichgestellten Wissenschaftlichen Hochschulen haben sie grundsätzlich dieselben Rechte und Pflichten. Doch verfügt ein C-3-Professor oftmals über weniger oder gar keine Mitarbeiterstellen als ein C-4-Professor.
Der Vorläufer der bundeseinheitlichen C-Besoldung war die länderspezifische H-Besoldung. Im Unterschied zur C- beziehungsweise H-Besoldung gibt es bei der heute üblichen W2-/W3-Besoldung einen unveränderlichen festen Grundbetrag, der niedriger ist als die C-Besoldung, zu dem aber leistungsorientierte, teilweise ruhegehaltfähige Zulagen geleistet werden können; angesichts knapper Kassen der öffentlichen Hand haben diese Leistungszulagen einen sehr unterschiedlichem Umfang, so dass die Professorenbesoldung individuell sehr unterschiedlich ausfallen kann. Seit einer Reform im Jahr 2013 hat sie sich im Durchschnitt aber auf dem Niveau der C-Besoldung eingependelt.
Die auslaufenden Besoldungsgruppen C und H enthalten dagegen eine Altersprogression: die Besoldung steigt automatisch mit zunehmendem Dienstalter. Zulagen sind hier nur in der Besoldungsgruppe C 4 aufgrund weiterer Berufungen und geeigneten Verhandlungen möglich. Sie können unter Umständen ein Mehrfaches der C-4-Besoldung betragen, insbesondere, um hochdotierte Mitarbeiter der Wirtschaft oder des Auslands an Hochschulen zu holen.

## Professuren in Österreich
In Österreich unterscheidet man:

### Professuren innerhalb der Universität

#### Universitätsprofessuren
Universitätsprofessor (ohne Zusatz; Abkürzung: Univ.-Prof.) ist die aktuelle Bezeichnung (Funktionsbezeichnung, kein Amts- oder Berufstitel) für in einem Berufungsverfahren bestellte Professoren in Österreich. Sie hat die Bezeichnungen ordentlicher Universitätsprofessor und außerordentlicher Universitätsprofessor (nicht zu verwechseln mit der heutigen gleichlautenden Bezeichnung) abgelöst und entspricht den deutschen W-2- und W-3-Professuren. Universitätsprofessoren, die nach 2001 (zunächst) befristet berufen wurden, und alle Universitätsprofessoren, die ab 2004 berufen wurden, sind privatrechtliche Angestellte der jeweiligen Universität (keine Bundesbeamten mehr).

#### Ordentliche Universitätsprofessuren
Die alte Bezeichnung ordentlicher Universitätsprofessor oder Ordinarius (Abkürzung: O. Univ.-Prof. oder o. Univ.-Prof.) entsprach der C-4-Professur in Deutschland. Seit Ende der 1990er Jahre wird der Titel nicht mehr vergeben; er darf jedoch von den zuvor Berufenen weiterhin geführt werden. Ordentliche Professoren (Amtstitel) sind Bundesbeamte.

#### Außerordentliche Universitätsprofessuren
Außerordentlicher Universitätsprofessor (Abkürzung: Ao. Univ.-Prof. oder ao. Univ.-Prof.) bezeichnet heute an einer österreichischen Universität tätige Wissenschaftler mit Beamtenstatus (in diesem Fall ist die Bezeichnung ein Amtstitel) oder an der Universität angestellte ehemalige Vertragsbedienstete des Bundes, die nach § 55a Vertragsbedienstetengesetz 1948 berechtigt sind, diese Bezeichnung zu führen (in diesem Fall ist die Bezeichnung kein Amtstitel, sondern eine Funktionsbezeichnung), wie Universitätsdozentin/Universitätsdozent und Vertragsdozentin/Vertragsdozent.
Der Titel wurde seit Ende der 1990er Jahre an bestimmte beamtete Hochschullehrer sowie bestimmte (ehemalige) Vertragsbedienstete des Bundes infolge der Habilitation automatisch verliehen. Es handelte sich somit um eine Beförderung (Ernennung) qua erbrachter Habilitation und nicht um eine Berufung. Seit dem Universitätsgesetz 2002 schließen Universitäten, die vom Staat die Arbeitgeberfunktion übernommen haben, mit ihren Mitarbeitern nur noch Arbeitsverträge im privatrechtlichen Angestelltenverhältnis ab. Damit wird der Amtstitel bzw. die Funktionsbezeichnung „Ao. Univ.-Prof.“ in Österreich nur mehr von bestimmten Personen geführt, deren Dienst- oder Arbeitsverhältnis spätestens 2001 begonnen hat.
Außerordentliche Professoren sind nach den Bestimmungen des österreichischen Universitätsgesetzes 2002 nicht mehr Mitglieder der Professorenkurie, sondern des sogenannten akademischen Mittelbaus.

#### Universitätsprofessor als Berufstitel
Der Bundespräsident hat seit einer auf Bestreben von Thomas Klestil 2002 zustande gekommenen Regelung das Recht, an Universitätslehrer (meist an außerordentliche Universitätsprofessoren) die Bezeichnung Universitätsprofessor als Berufstitel zu verleihen (BGBl. II Nr. 261/2002), wovon eher selten Gebrauch gemacht wird. Eine Häufung ergibt sich allerdings daraus, dass die Bezeichnung auch von all jenen, die vor Inkrafttreten zu tit.ao.-Professoren ernannt worden waren und das 50. Lebensjahr vollendet haben, geführt werden darf. Beispiele für Träger dieses Berufstitels sind der Jurist Andreas Khol, ehemaliger Nationalratspräsident (ÖVP) und zuvor ao. Univ.-Prof. an der Universität Wien, oder der habilitierte Sozialgeschichtler Hubert Christian Ehalt, Wissenschaftsreferent der Stadt Wien. Die Regelung kann leicht zu Missverständnissen führen, da – im Unterschied zu anderen präsidentiell verliehenen Berufstiteln – kein ersichtlicher Unterschied zwischen dem Amtstitel bzw. der Funktionsbezeichnung „Univ.-Prof.“ (nach Berufung) und dem identisch lautenden Berufstitel besteht.

#### Assistenzprofessoren
Assistenzprofessoren oder Assistenz-Professoren (Abkürzung: Ass.-Prof.) sind bestimmte, in der Regel noch nicht habilitierte, Universitätslehrer. Seit 2009 werden damit Personen auf einer Post-Doc-Position bezeichnet, die mit der Universität eine Qualifizierungsvereinbarung (mit normalerweise vier bis sechs Jahren Laufzeit) abgeschlossen haben (Laufbahnstelle oder tenure track). Bei Nichterreichen der Qualifikation (meist einer Habilitation sowie weiterer Leistungen) endet der Vertrag. Bei Erfüllen der Bedingungen wird der Assistenzprofessor zum assoziierten Professor und wird in ein unbefristetes Dienstverhältnis ohne Beamtenstatus übernommen. Als Assistenzprofessor ist man je nach Fach und Hochschule berechtigt, Prüfungen abzunehmen sowie Diplom- und Masterarbeiten zu betreuen.
Es gibt in Österreich noch eine zweite, auslaufende Kategorie mit derselben Bezeichnung. Wissenschaftliche Mitarbeiter mit dem Amtstitel Assistenzprofessor (bis 2001; mit dauerhaftem Dienstverhältnis und Beamtenstatus) sind eigentlich promovierte Universitätsassistenten (nach den §§ 174 ff. Beamten-Dienstrechtsgesetz (BDG 1979), BGBl I 1979/333), deren provisorisches Dienstverhältnis gemäß § 178 BDG in ein definitives umgewandelt wurde, auch wenn sie das für diese Laufbahn eigentlich vorgesehene Qualifikationsziel nach der Promotion (Habilitation) nicht erreichten. Es besteht eine vage Ähnlichkeit zum Akademischen Rat in Deutschland; allerdings impliziert die Stellung als Assistenzprofessor nur eine Mindestlehrverpflichtung von zwei Semesterwochenstunden. Weil Titel und Status nur an Beamte vergeben werden konnten, stand diese Form der „Professur“ für nach 2001 neu eingestellte Hochschullehrer nicht mehr offen. Im UG 2002 wurde für eine ähnliche Verwendungsgruppe, primär mit Systemerhaltungsaufgaben, die Bezeichnung Staff Scientist vorgesehen.
Assistenzprofessoren nach dem Kollektivvertrag und nach BDG gehören dem Mittelbau an.

#### Assoziierte Professuren
Der assoziierte Professor (Abkürzung: assoz. Prof.) bezeichnet Assistenzprofessoren, die eine Qualifizierungsvereinbarung erfüllt haben und die daher von der Universität in ein unbefristetes Dienstverhältnis ohne Beamtenstatus übernommen wurden. Die erfolgreiche Habilitation ist in der Regel bereits Inhalt der Qualifizierungsvereinbarung, jedenfalls erwirbt der assoziierte Professor aber mit der Übernahme in das neue Dienstverhältnis auch die formelle Lehrbefugnis und damit die Befugnis, Diplom- und Masterarbeiten sowie Dissertationen zu betreuen.
Organisationsrechtlich gehören assoziierte Professoren – je nachdem, ob ihre Qualifizierungsvereinbarung vor oder nach dem 1. Oktober 2016 abgeschlossen wurde – entweder der Gruppe der wissenschaftlichen Mitarbeiter im Forschungs- und Lehrbetrieb (dem Mittelbau) oder der Gruppe der Universitätsprofessoren an. Sie sind Letzteren aber jedenfalls in ihren kollektivvertraglichen Rechten und Pflichten weitgehend gleichgestellt.

### „Professor“ ohne universitäre Berufstätigkeit
Die Bezeichnung „Professor“ (ohne das vorgestellte „Universitäts-“) existiert in Österreich zudem außerhalb der Sphäre der Hochschulen und Universitäten, und zwar einerseits als Berufstitel sowie anderseits an höheren Schulen als Amtstitel für beamtete Lehrer bzw. Verwendungsbezeichnung für nichtbeamtete Lehrer.

#### „Professor“ als Berufstitel

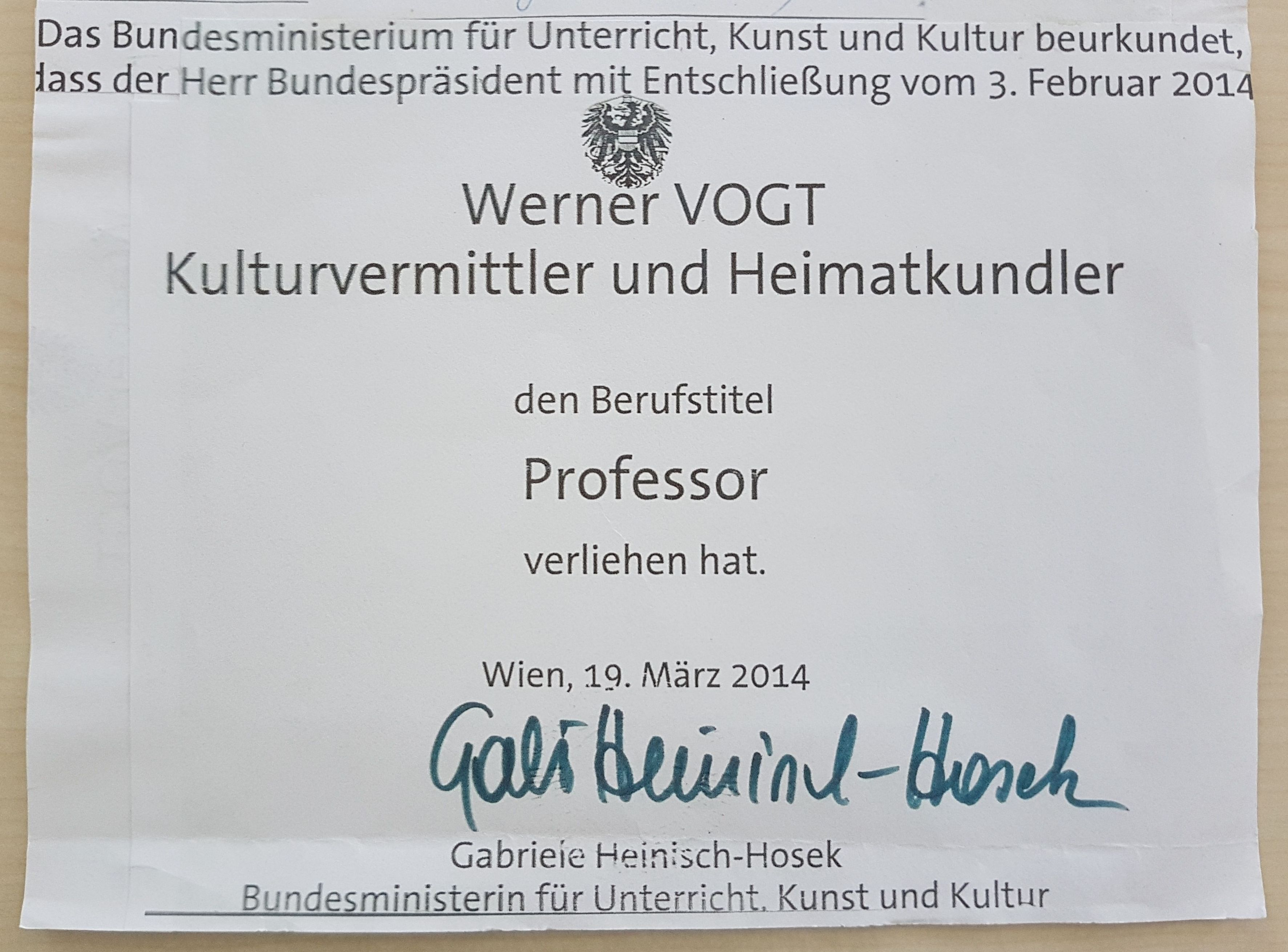
Urkunde über die Verleihung des Berufstitels „Professor“ an den Kulturvermittler und Heimatforscher Werner Vogt, 2014

Der Titel Professor kann auch als Berufstitel vergeben werden. Berufstitel zählen zu den staatlichen Auszeichnungen der Republik Österreich auf Bundesebene und werden als „berufsspezifische Ehrentitel“ an Personen verliehen, die sich in langjähriger Ausübung ihres Berufes besondere Verdienste erworben haben. Ein universitäres Gutachten ist in jedem Fall erforderlich. (Kunstuniversität, Musikuniversität) Die Verleihung erfolgt durch den Bundespräsidenten. Auf Ebene der Bundesländer gibt es analog dazu den von der Landesregierung verliehenen Ehrentitel Konsulent.
Der Berufstitel „Professor“ wird für besondere Verdienste im künstlerischen und kulturellen Bereich (z. B. bildende Kunst, Unterhaltung, Erwachsenen- und Weiterbildung) vergeben, kann aber auch zur Ehrung von Personen verwendet werden, die bedeutende wissenschaftliche Leistungen außerhalb des universitären Lebens erzielt haben. Im Fall von Ärzten wird vor einer allfälligen Verleihung dieses Berufstitels in der Regel eine Begutachtung durch eine Medizinische Universität eingeholt.

#### „Professor“ an Schulen (als Verwendungsbezeichnung)
Ohne formelle Verleihung führen Lehrkräfte an Schulen in Österreich die Bezeichnung Professor. Die Regel geht auf eine 1866 publizierte Entschließung von Kaiser Franz Joseph I. zurück. Bis 2006 war die Bezeichnung „Professor“ formell den pragmatisierten Lehrern an allgemein- und berufsbildenden höheren Schulen sowie den Pädagogischen Akademien und Instituten der Verwendungsgruppe L 1 und L PH (vormals L PA) vorbehalten, tatsächlich wurde im schulischen Alltag aber sämtliches Lehrpersonal so angesprochen. Manche L1-Professoren sind auch den Universitäten zugewiesen worden. Seit 2006 steht „Professor“ als Verwendungsbezeichnung auch den nichtbeamteten Lehrern („Vertragslehrern“) der Entlohnungsgruppen l 1 und l ph (bzw. l pa) zu.
In der Dienstrechts-Novelle 2013, welche mit der neuen Entlohnungsgruppe „Pädagogischer Dienst“ (pd) die langfristige Ablösung des bisherigen Lehrerdienstrechts vorsieht, ist für Lehrer der Entlohnungsgruppe pd generell die Verwendungsbezeichnung „Professor“ vorgesehen. Nach Übergangsregelungen ist die neue Entlohnungsgruppe für die ab dem Schuljahr 2019/20 neu eintretenden Lehrer verpflichtend vorgesehen. Dies gilt nicht nur für die höheren Schulen, sondern insbesondere auch für die Volks-, (Neuen) Mittel- und Berufsschulen.
Auch das in der Lehrerbildung tätige Lehrpersonal der Pädagogischen Hochschulen führt weitestgehend die Bezeichnung „Professor“.
Weder der Berufstitel „Professor“ noch der „Professor“ an einer höheren Schule haben einen Bezug zur Tätigkeit an einer Universität oder sonstigen Hochschule. Dies ist der Grund, warum an den österreichischen Universitäten – im Unterschied zu Deutschland oder der Schweiz – in aller Regel der Langtitel „Univ.-Prof.“ (statt nur „Prof.“) geführt wird.

## Professuren in der Schweiz
Bei den Professuren an Universitäten und Hochschulen wird unterschieden zwischen
- Ordinariaten / ordentlichen Professuren,
- Extraordinariaten / außerordentlichen Professuren,
- assoziierten Professuren[39]
- Assistenzprofessuren[40] vergleichbar Förderungsprofessuren des SNF,[41]
- Titularprofessuren,
- Honorarprofessuren (regional).

Zu unterscheiden ist, ob es sich um eine „Professorenstelle“ (mit Recht auf den Titel) handelt, die der Inhaber innehat – oder es sich um den „Professorentitel“ handelt, der ehrenhalber in Anerkennung der Leistungen verliehen wird (was für die letzten beiden Kategorien zutrifft). Einige Universitäten regeln die Führung des Titels in einer Verordnung, u. a. die gemeinsame Titelführung Prof. Dr., das Weiterführen nach Ausscheiden aus der Stellung (ggf. anders bei Ausscheiden aus Altersgründen oder Stellenwechsel). Bei der Vergabe bzw. Berufung sowie den Rechten und Pflichten gibt es kantonale Unterschiede, eine Übersicht und Klassifizierung findet sich beim Bundesamt für Statistik. Es werden aktuell auch nicht alle Arten an allen Universitäten vergeben, dennoch kann es diese noch aus früheren Berufungsverfahren geben.
Gastprofessuren für Lehre und/oder Forschung sind auf ein bis zwei Jahre befristet – Letzteres für Forschung. Ziel ist die zeitweilige Gewinnung herausragender Wissenschaftler (oder herausragender Personen des öffentlichen Lebens) von außerhalb für die jeweilige Universität. Einige Gastprofessuren sind gestiftet und werden regelmäßig besetzt – benannt nach dem ursprünglichen Inhaber, dessen Tradition fortgesetzt werden soll oder dem Stifter. In der Regel ist die Person an einer anderen Universität Inhaberin einer Professur.
An Fachhochschulen ist die Bezeichnung Professor zumeist ein Ehrentitel für Hochschullehrer mit hervorragendem Leistungsausweis. Die Amtsbezeichnung ist Dozent. Dozenten können hauptamtlich (Pensum > 50 %) oder nebenamtlich (Pensum < 50 %) beschäftigt sein. Die Verleihung an den Fachhochschulen basiert auf kantonaler Gesetzgebung; es gibt keine schweizweit einheitliche Regelung. Voraussetzungen für eine Verleihung sind zumeist ein Pensum von mindestens 50 %, der Nachweis einer hochschuldidaktischen Befähigung, mehrjährige Berufserfahrung sowie entsprechendes Engagement in Lehre und/oder Forschung. Ausnahmen werden restriktiv gehandhabt.
In Liechtenstein, dessen staatliche Universität seit 2011/12 Teil des schweizerischen Universitätssystems ist, wird der Extraordinarius Assoziierter Professor genannt.
Die Berufungsverfahren sind mit denen in den anderen deutschsprachigen Ländern vergleichbar. Professoren an Universitäten und Eidgenössischen Hochschulen werden von den entsprechenden Gremien gewählt. Mindestens ordentliche und außerordentliche Professoren werden durch die jeweiligen Regierungen der Universitätskantone ernannt. Sie sind in der Regel hauptamtlich angestellt. Ihre Amtsdauer kann zunächst befristet sein, praktisch werden sie aber wie ordentliche Professoren in der Regel auf Lebenszeit gewählt. Zwischen ordentlichen und außerordentlichen Professoren bestehen Unterschiede hinsichtlich ihrer Verpflichtungen, jedoch kaum noch bezüglich ihrer rechtlichen Stellung.
Die Besoldung unterscheidet sich zwischen Kantonen und Universitäten sowie auch innerhalb der jeweiligen Art der Professur beträchtlich.

## Professuren in anglo-amerikanischen Ländern
Außerhalb der Vereinigten Staaten und Kanadas wird der Titel „Professor“ seltener gebraucht und ist den ranghöchsten Akademikern eines Departments vorbehalten. Professoren sind wie die Reader dort überwiegend in der Forschung und nur mehr selten in der Lehre tätig. Anstelle von Professoren lehren daher an Universitäten in diesen Ländern überwiegend sogenannte „Lecturer“. Die meisten Lecturer sind fest angestellt (das heißt nach einigen Jahren auch auf Lebenszeit) und sowohl in der Forschung als auch der Lehre tätig. Die britischen Titel „Lecturer“ und „Senior Lecturer“ entsprechen dabei ungefähr den US-amerikanischen „Assistant“- und „Associate“-Professoren. Der in Großbritannien verwendete Begriff „Reader“ entspricht im Hinblick auf Leistungen in Lehre und Forschung einer vollen Professur. Ein „Chair“ wird einem „Reader“ in der Regel nach etwa zwei Jahren verliehen, zumeist auf der Grundlage von Verwaltungs- und Managementfunktionen. In den USA werden Professoren der höchsten Rangstufe „Regents’ Professors“ oder „Distinguished Professors“ genannt.
Das US-amerikanische und kanadische System sieht in der Regel drei Stufen von Professuren im Tenure-Track-System vor:
- Assistant Professor (entspricht in etwa der Juniorprofessur, gegebenenfalls mit Tenure-Track, sowie dem britischen Lecturer): Voraussetzung ist meist eine qualifizierte Promotion. An manchen Community Colleges genügt zuweilen ein Master-Abschluss.
- Associate Professor (entspricht in etwa der deutschen C 3- bzw. W-2-Professur[48]): Voraussetzung ist eine Qualifikation als Assistant Professor.
- Full Professor (entspricht in etwa der deutschen C 4- bzw.W-3-Professur[49]): Voraussetzung ist eine Qualifikation als Associate Professor oder eine außerordentliche wissenschaftliche Leistung.
- Distinguished Professor, Regents’ Professor, University Professor, endowed chair, Named Chair u. Ä. Voraussetzungen sind eine Qualifikation als Full Professor und besonders herausragende wissenschaftliche Leistungen.

Daneben gibt es auch in den USA Ehrenprofessuren und Professoren, die ausschließlich in der Forschung tätig sind (zum Beispiel in firmeneigenen Forschungsinstituten). Lehrbeauftragte und Privatdozenten werden in den USA auch Adjunct Professor genannt.
Eine Besonderheit in anglo-amerikanischen Ländern ist der „Clinical Professor“, in einigen Fällen auch „Professor of Practice“ genannt. Die Bestallung erfordert im Allgemeinen keinen Tenure-Track und es können auch keine weiteren Rechte aus dieser Position abgeleitet werden. Clinical ist nicht unbedingt mit einem medizinischen Zusammenhang zu verstehen, sondern es bedeutet, dass diese Lehrkräfte meist praktische Tätigkeiten vermitteln. Eine solche Stelle kann, muss aber nicht besoldet sein.

## Professuren in Dänemark
Das dänische System ähnelt eher dem nordamerikanischen als dem deutschen System. Hierbei entsprechen die drei Hauptstufen Adjunkt, Lektor und Professor grob den Stufen Assistant Professor, Associate Professor und Full Professor im US-amerikanischen System. Die Stufen unterscheiden sich dabei in Gehalt und Lehrdeputat. Positionen als Adjunkt (offizielle englische Bezeichnung in Dänemark: Assistant Professor) sind üblicherweise auf drei oder vier Jahre befristet und entsprechen einer deutschen Juniorprofessur. Sie schließen also neben der Mitarbeit in Forschung und Lehre auch die Betreuung von Masterarbeiten und gelegentlich Doktoranden mit ein. In der Regel ist eine positive Evaluierung der Adjunktur Voraussetzung für die Berufung auf ein Lektorat. Ein – zumeist unbefristet angestellter – Lektor (offizielle englische Bezeichnung in Dänemark: Associate Professor) nimmt Aufgaben in Forschung und Lehre wahr. Darüber hinaus sind Lektoren stimmberechtigtes Mitglied der Hochschulgremien, betreuen Doktoranden sowie Magistranden und übernehmen Funktionen als Abteilungsleiter, Institutsleiter oder Dekan. Damit ist ein Lektorat in etwa mit einer deutschen W-2-Professur zu vergleichen. Hinzu kommt die Stufe Professor MSO, die der eines Professors ähnelt, wobei MSO (= med særlige opgaver) für spezielle Aufgaben vornehmlich in der Forschung steht, die typischerweise befristet sind. Das Lehrdeputat ist deutlich geringer als jenes von Lektoren und Professoren, eine Tätigkeit als Professor MSO führt häufig zur Vollprofessur. Der Titel „Professor“ (offizielle englische Bezeichnung in Dänemark: Professor) wird nur selten verliehen, meist als Anerkennung für langjährige erfolgreiche Mitarbeit in Forschung und Lehre. Eine dänische Professur ist in etwa mit einer deutschen W-3-Professur vergleichbar, unterscheidet sich von dieser in der Regel aber dadurch, dass es keine persönlich zugeordneten Mitarbeiter (Sekretariat, Assistent) gibt, sondern diese zur gesamten Abteilung gehören. Zusätzlich unterrichten an dänischen Hochschulen Praktiker als Ekstern Lektor, die dort üblicherweise nur teilzeitbeschäftigt und nicht in die Forschung eingebunden sind, damit lässt sich ihre Position mit der deutscher Lehrbeauftragter vergleichen. Der in einigen europäischen Ländern üblichen Habilitation entspricht im dänischen System das „große“ Doktorat. Der zugehörige Grad Dr. phil. (nicht zu verwechseln mit dem ansonsten üblichen dänischen Forschungsdoktorat ph. d.) ist mit dem deutschen Grad Dr. habil. zu vergleichen. Die Habilitation zum dänischen Dr. phil. ist jedoch keine Voraussetzung für die Berufung auf ein Lektorat oder eine Professur und insgesamt eine eher seltene akademische Würde, die gelegentlich auch verdienten älteren Hochschullehrern als Anerkennung ihrer Lebensleistung verliehen wird.

## Professuren in Norwegen
Das norwegische System ähnelt ebenfalls dem nordamerikanischen System. Die auf Forschung und Lehre konzentrierten Stufen universitetslektor, førsteamanuensis und professor entsprechen den Stufen Assistant Professor, Associate Professor und Full Professor im US-amerikanischen System. Sie werden so auch offiziell in das Englische übersetzt. Das Wort Professor wird jedoch im Norwegischen nur für den höchsten, ordentlichen Professorenrang verwendet.
Ein alternativer forschungsorientierter Karriereweg stellt die Stufen forsker III, forsker II / seniorforsker und forsker I / forskningsprofessor dar, die offiziell in Englisch als Researcher, Senior Researcher und Research Professor übersetzt werden und die den erst genannten drei Stufen gleichwertig sind.
Nebenberufliche Professoren an den Universitäten in Norwegen (auch professor II genannt) sind in der Regel hauptberuflich als Forschungsprofessoren an reinen Forschungsinstituten, als leitende Ärzte oder als ordentliche Professoren an anderen Universitäten (insbesondere herausragende Akademiker aus dem Ausland) tätig. Sie sind anderen ordentlichen Professoren völlig gleichgestellt und haben die gleichen Kompetenzen und Rechte innerhalb der Universitäten. Sie sind in der Regel prominente Forscher und haben häufig bei ihrem Hauptarbeitgeber Leitungsfunktionen inne (z. B. Direktor eines Forschungsinstituts, oft zumindest Leiter einer Forschungsgruppe). Sie erhalten in der Regel zusätzlich zu ihrem 100-prozentigen Gehalt im Hauptberuf 20 % des Gehalts eines ordentlichen Professors, d. h. insgesamt 120 % Gehalt. Sie werden normalerweise nur als Professor betitelt.
Die Voraussetzungen zur Berufung als hauptberuflicher oder nebenberuflicher Professor (an Universitäten) oder Forschungsprofessor (an Forschungsinstituten) ist die Professorenkompetenz (professorkompetanse), d. h. die Befähigung eines ordentlichen Professors. Die ordentliche Professorenkompetenz ist national geregelt und gilt landesweit. Die Habilitation als solche gibt es in Norwegen nicht. Die Anforderungen an die Professorenkompetenz gehen über eine Habilitation im Ausland deutlich hinaus. Bereits die niedrigere førsteamanuensis-Kompetenz (Kompetenz eines außerordentlichen Professors) verleiht an norwegischen Universitäten alle die gleichen Rechte wie eine Habilitation im Ausland, darunter das Recht, Doktoranden zu betreuen. Professorenkompetenz ist daher nicht mit zusätzlichen formalen Rechten an Universitäten verbunden, sondern mit dem Titel Professor und einem erhöhten Gehalt; an einigen Institutionen ist jedoch für bestimmte Führungspositionen (z. B. Rektor einer Universität) die Professorenkompetenz erforderlich.

## Professuren in Finnland
Ähnlich dem traditionellen deutschen Universitätssystem gibt es in Finnland nur eine begrenzte Zahl von ordentlichen Professorenstellen (finnisch professori, schwedisch professor), so dass die Neubesetzung einer Professur in der Regel voraussetzt, dass ein bisheriger Stelleninhaber in den Ruhestand überwechselt.
Ein nicht ordentlicher Professor wird auf Finnisch apulaisprofessori (wörtlich „Hilfsprofessor“) und auf Schwedisch biträdande professor (wörtlich „Assistenzprofessor“) genannt.
Die Ernennung zum ordentlichen Professor setzt eine Promotion sowie umfassende eigenständige Publikationserfolge und Lehrerfahrungen voraus. In der Regel haben erfolgreiche Kandidaten bereits die venia legendi in Form des Titels eines Privatdozenten (dosentti/docent) erhalten, für dessen Verleihung ähnlich hohe Anforderungen gestellt werden wie für die Ernennung zum Professor. Inhaber so einer „Dozentur“ (dosentuuri/docentur) sind zur eigenständigen Antragstellung für interne und externe Forschungsmittel sowie zur eigenständigen Betreuung von Doktoranden berechtigt. Anders als eine Professur kann ein, in der Regel auf Lebenszeit verliehener, Privatdozententitel nicht widerrufen werden. Vielfach halten die Privatdozenten einer finnischen Universität reguläre Positionen an einer anderen Universität im In- oder Ausland. Die Dozentenvereinigung der Universität Helsinki HYDY, die die Anliegen aller finnischen Privatdozenten vertritt, schlägt als stimmige englische Übersetzung für den Dozententitel Associate Professor vor.
Im Sprachgebrauch in Finnland unterscheiden sich die Berufsbezeichnungen für Mittelbaustellen (etwa yliopistonlehtori/universitätslektor „Universitätslektor“ oder yliopistotutkija/universitetsforskare „Universitätsforscher“) allerdings deutlich von der Bezeichnung für einen Privatdozenten.

## Vergleich zwischen verschiedenen Ländern
Die Juniorprofessur in Deutschland entspricht am ehesten der schweizerisch (-liechtensteinischen) Assistenzprofessur bzw. SNF-Förderungsprofessur, ist jedoch stärker als diese eine „Professur auf Probe“, da eine Entfristung in der Schweiz für Assistenzprofessuren anders als in Deutschland in der Regel möglich ist („tenure track“).
Beim US-Begriff des „Assistant Professor“ muss unterschieden werden zwischen Stellen mit oder ohne „tenure track“. Wenn es eine Stelle ohne „tenure track“ ist, entspricht der Assistant Professor am ehesten einem promovierten Universitätsassistenten in Österreich oder einem Juniorprofessor in Deutschland. Wenn es sich um eine Stelle mit „tenure track“ handelt, ist sie im Status etwas über dem deutschen Juniorprofessor anzusiedeln. Der Assistant Professor hat in der Regel seine eigenen Doktoranden sowie Mitarbeiter und besitzt auch Stimmrecht im Fakultätsrat. Im Vergleich zum deutschen Juniorprofessor hat er zudem ein höheres Maß an Selbstständigkeit bei der Akquisition von Forschungsmitteln und eine größere Unabhängigkeit in der Lehre.

## Abkürzungen
- ao. Univ.-Prof.: außerordentlicher Universitätsprofessor (nur in Österreich und der Schweiz, mit landesspezifisch unterschiedlicher Bedeutung; entspricht in Liechtenstein dem assoziierten Professor)
- apl. Prof.: außerplanmäßiger Professor (nur in Deutschland)
- Ass.-Prof.: Assistenzprofessor (nur in Österreich und der Schweiz, mit landesspezifisch unterschiedlicher Bedeutung)
- assoz. Prof.: assoziierter Professor (nur in Österreich, der Schweiz und Liechtenstein)
- Hon.-Prof.: Honorarprofessor
- Jun.-Prof.: Juniorprofessor
- o.ö. Prof.: ordentlicher öffentlicher Professor (Deutschland, Preußen)
- o. Univ.-Prof.: ordentlicher Universitätsprofessor (nur in Österreich und der Schweiz; teilweise veraltet)
- Prof.: Professor
- Prof. em. (oder emer.): Professor emeritus
- Prof. h. c.: Professor honoris causa (‚ehrenhalber‘)
- Prof. hon.: Professor honorarius (Honorarprofessor; veraltet)
- Prof. i. K.: Professor im Kirchendienst (nur in Deutschland)
- Prof. i. R.: Professor im Ruhestand
- Tit. Prof.: Titularprofessor (Schweiz, Österreich)
- Univ.-Prof.: Universitätsprofessor

## Mögliche Werdegänge
Im Folgenden sind typische Werdegänge zur Erlangung einer ordentlichen Hochschulprofessur aufgelistet. Die einzelnen Beispiele stehen dabei exemplarisch für ein bestimmtes Fachgebiet, d. h., sie können jeweils auch auf andere Fachgebiete bezogen werden.

### Deutschland
Beispiel 1 (Abschluss in einem grundständigen Studiengang, Promotion, Habilitation, Verleihung der Venia Legendi verbunden mit der Bezeichnung Privatdozent, außerplanmäßige Professur, Univ.-Professur):
- Dipl.-Biol. Wilma Wiesel (Diplomabschluss)
- Dr. rer. nat. Wilma Wiesel (promoviert)
- Dr. rer. nat. habil. Wilma Wiesel (habilitiert)
  - in einigen Ländern auch: Dr. rer. nat. Dr. habil. Wilma Wiesel
- PD Dr. rer. nat. habil. Wilma Wiesel (Venia Legendi und das Recht, die Bezeichnung Privatdozentin zu führen)
- apl. Prof. Dr. rer. nat. habil. Wilma Wiesel (außerplanmäßige Professorin)
- Prof. Dr. rer. nat. habil. Wilma Wiesel (Univ.-Professorin / W-2- oder W-3-Professorin)

Bemerkung: Es ist üblich, die Abkürzung „habil.“ wegzulassen, wenn Prof. oder PD aufgeführt sind.
alternativ:
- Werner Wessel, M. A. (Master- oder Magisterabschluss)
- Dr. phil. Werner Wessel (promoviert)
- Dr. phil. habil. Werner Wessel (habilitiert)
  - in einigen deutschen Ländern auch: Dr. phil. Dr. habil. Werner Wessel
- PD Dr. phil. habil. Werner Wessel (Venia Legendi verbunden mit dem Recht, die Bezeichnung Privatdozent zu führen)
- Prof. Dr. phil. habil. Werner Wessel (Univ.-Professor / W-2- oder W-3-Professor)

Beispiel 2 (Abschluss in einem grundständigen Studiengang, Promotion, Juniorprofessur, ordentliche Professur):
- Wilma Wiesel, M. Sc. (Masterabschluss)
- Dr. sc. agr. Wilma Wiesel (promoviert)
- Jun.-Prof. Dr. sc. agr. Wilma Wiesel (Juniorprofessorin, d. h. W-1-Professorin)
- Prof. Dr. sc. agr. Wilma Wiesel (Univ.-Professorin / W-2- oder W-3-Professorin)

Beispiel 3 (Abschluss in einem grundständigen Studiengang, Promotion, Berufspraxis, FH-Professur):
- Dipl.-Ing. Werner Wessel (Diplomabschluss)
- Dr.-Ing. Werner Wessel (promoviert)
- Berufspraxis
- Prof. Dr.-Ing. Werner Wessel (Professor an einer Fachhochschule, zum Beispiel W-2-Professur an einer FH)

### Angloamerikanische Länder
Beispiel 1 (Großbritannien, Australien, Neuseeland)
- Wendy Weasel, B.A. (Honours) (Bachelorabschluss)
- Wendy Weasel, B.A. (Hons), Ph.D. (Abschluss des Doktorstudiums)
- Lecturer Wendy Weasel, B.A. (Hons), Ph.D. (entspricht: W-1-Juniorprofessorin)
- Senior Lecturer Wendy Weasel, B.A. (Hons), Ph.D. (entspricht: W-2-Hochschuldozentin)
- Reader Wendy Weasel, B.A. (Hons), Ph.D. (entspricht: W-2-Univ.-Professorin)
- Prof. Wendy Weasel, B.A. (Hons), Ph.D. (W-3-Univ.-Professorin)

Bemerkung: Die Bezeichnungen Lecturer, Senior Lecturer und Reader usw. werden in Großbritannien (sowie Australien, Neuseeland) für gewöhnlich nicht vor dem Namen des Trägers genannt, sondern als gesonderte Bezeichnung zusammen mit dem Fach ausgewiesen. Zum Beispiel als „Dr. Wendy Weasel, Lecturer in English Literature“. Der „Reader“ wurde in Australien und Neuseeland weitgehend durch „Associate Professor“ (Abk. A/Prof) ersetzt.
Beispiel 2 (Nordamerika):
- Walter Weasel, B.Sc. (Bachelorabschluss)
- Walter Weasel, B.Sc., M.Sc. (Masterabschluss)
- Walter Weasel, B.Sc., M.Sc., Ph.D. (Abschluss des Doktorstudiums)
- Assistant Professor Walter Weasel, B.Sc., M.Sc., Ph.D. (entspricht: W-1-Juniorprofessor)
- Associate Professor Walter Weasel, B.Sc., M.Sc., Ph.D. (entspricht: C-3-/W-2-Professor)
- (Full) Prof. Walter Weasel, B.Sc., M.Sc., Ph.D. (entspricht: W-3-Univ.-Professor/W-2-Professor)
- Regents’ Prof. Walter Weasel, B.Sc., M.Sc., Ph.D. (entspricht: W-3-Univ.-Professor)

## Besetzung von Professuren durch Frauen

### Geschichte
Bis in die beginnende Neuzeit war Bildung primär eine Sache des Standes und nach einem jahrhundertelangen Prozess wird – durch Druck der Frauenbewegung und im Zuge der allgemeinen Gleichbehandlung der Geschlechter – die Zulassung von Frauen an Universitäten erst im frühen 20. Jahrhundert rechtlich verankert.
- 1733 hat die Universität Wittenberg als erste deutsche Universität die Dichterin Christiana Mariana von Ziegler als poeta laureatus ausgezeichnet.
- 1754 wurde Dorothea Christiane Erxleben von der Universität Halle als erste Frau in Deutschland promoviert.
- 1787 hat die Universität Göttingen zum 50-jährigen Bestehen eine Professorentochter, Dorothea von Schlözer, ohne Dissertation, aber mit mündlicher Prüfung promoviert.
- Regina Josepha von Siebold wurde 1815 an der Universität Gießen die Ehrendoktorwürde im Fach Geburtshilfe verliehen. 1817 wurde ihre Tochter Marianne Theodore Charlotte von Siebold zum Dr. med. promoviert. Die Frauen wurden jedoch noch nicht an der Universität geduldet und mussten sich daher außerhalb bilden und ihre Wissenschaft betreiben.
- Mitte des 19. Jahrhunderts beginnt sich das Frauenstudium durchzusetzen, z. B. in den USA, in Großbritannien und in der Schweiz (ab 1864 an der Universität in Zürich).[55] In Österreich-Ungarn waren Frauen ab 1878 als Gasthörer zugelassen und konnten ab 1897 zunächst an den philosophischen Fakultäten, später auch Medizin, studieren. 1891 beschloss der deutsche Reichstag, dass die Zulassung von Frauen Ländersache sei, und 1899 wurden Frauen als Gasthörer zugelassen.
- 1897 wurde mit Gabriele Possanner die erste Ärztin Österreichs promoviert.
- 1898 wurde die Philosophin Anna Tumarkin als erste Frau an der Universität Bern habilitiert. Sie war in Bern 1906 auch die erste Honorarprofessorin und 1909 die erste Extraordinaria. Tumarkin war Europas erste Professorin, die – im Gegensatz zur bereits 1884 in Stockholm inthronisierten Dozentin Sofja Kowalewskaja – das Recht hatte, Doktoranden und Habilitanden zu prüfen sowie im Senat der Universität Einsitz zu nehmen. Ihr folgte Lina Stern, sie erhielt 1903 den Doktortitel und wurde 1918 außerordentliche Professorin und Inhaberin des Lehrstuhles für physiologische Chemie an der medizinischen Fakultät der Universität Genf.
- Elsa Neumann wurde als erste Frau Deutschlands an der Universität Berlin 1899 im Fach Physik promoviert, Mathilde Wagner 1901 als erste Frau an der Albert-Ludwigs-Universität Freiburg im Fach Medizin. An der Universität Berlin wurde vom Pathologen Rudolf Virchow Sonderpräparierkurse für Frauen angeboten, weil sein Vater (ein Ordinarius für Anatomie) sich weigerte, Frauen in seinen Sezierkursen zu erlauben.
- Elise Richter konnte sich 1907 als erste Frau in Wien habilitieren (romanische Philologie), durfte aber vorerst nur als Privatdozentin ohne Besoldung lehren und wurde erst 1921 außerordentliche Professorin, aber nie ordentliche Professorin (nach ihr ist auch ein Förderprogramm des FWF benannt, das Frauen die Habilitation ermöglichen soll), aber 1921 findet auch erst die zweite Habilitation einer Frau in Österreich statt (Christine Touaillon, Literaturgeschichte).[56]
- Obwohl in Deutschland 1918 beschlossen wurde, dass Frauen auch die Dozentenlaufbahn einschlagen könnten, wurde erst 1923 Margarete von Wrangell als erste Frau ordentliche Professorin an einer deutschen Universität. Die Chemikerin wurde auf den Lehrstuhl für Pflanzenernährung an der Universität Hohenheim berufen.
- 1921 wurde der Professorentitel Gertrud Kleinhempel als erster Frau in ihrem Beruf als Leiterin der Textilklasse an der Handwerker- und Kunstgewerbeschule Bielefeld in Preußen durch das Ministerium verliehen.

Dabei war insbesondere der Männermangel des Ersten Weltkriegs ausschlaggebend, in dem praktizierende Wissenschaftlerinnen zu einem wichtigen Faktor wurden. Bis 1933 wurden nur 24 Frauen, vornehmlich in der Medizin, Professorinnen, obwohl mehr als 10.000 Frauen promoviert wurden.

### Anteil Professorinnen

#### Frauenanteil unter Studenten und Professoren
Frauen sind unter den Professoren an den Hochschulen des deutschen Sprachraums stark unterdurchschnittlich vertreten, obwohl Studentinnen bereits seit einiger Zeit an den meisten Hochschulen im deutschsprachigen Raum mehr als die Hälfte der Studierenden ausmachen.

Frauenquote an Universitäten und Hochschulen:
|                                   | Deutschland | Österreich  | Schweiz | OECD/EU-25 |
| --------------------------------- | ----------- | ----------- | ------- | ---------- |
| Universitäten/Fachhochschulen     | 2003        | WS 2004/05  | 2006    | 2004       |
| Studentinnen                      | 48,4 %      | 53 % / 40 % |         |            |
| Promotionen/Absolventinnen        | 37,9 %      | 40 % / 34 % |         | 43 %       |
| Assistentinnen                    |             | 31 % / –    |         |            |
| Professorinnen/Dozentinnen        | 12,8 %      | 14 % / 22 % | 9,2 %   | 15 %       |
| Forschungspersonal gesamt 2003    | 19 %        | 21 %        | 21 %    | 29 %       |
| Gläserne Decke Universitäten 2004 | 1,9 %       | 2,7 %       | 1,8 %   | 2,1 %      |

Werte und Quellen:
- OECD-Länder: Graduates ISCED 6, Academic staff Grade C / A (nach ISCED 97); Researchers Frascati Manual § 301
gläserne Decke: universitär, EU-25 2004[57]
- Deutschland: Ost- und Westdeutschland, Professorinnen: alle Besoldungsgruppen;[58] Forschungspersonal[57]
- Österreich: Universitäten/Fachhochschulen;[59] Forschungspersonal[57]
- Schweiz: Universitäten;[60] Forschungspersonal[57]

Der Frauenanteil ist jedoch regional sehr verschieden und hängt stark vom Fachgebiet ab. In Studienrichtungen wie z. B. Theologie, Soziologie, Architektur und Medizin reicht der Anteil der Frauen an den Hochschullehrern der höheren Ränge etwa an ein Viertel heran, während er unter den Assistenten auch höher liegt. In der bundesdeutschen Ethnologie liegt der Frauenanteil an den Professuren mit 29 % besonders hoch (2008).
In technischen Fächern liegt er bei nur einigen Prozent – und dies trotz Förderung mit speziellen Programmen (z. B. Hertha-Firnberg- und Else-Richter-Stellen in Österreich und ähnlicher Programme in Deutschland). Im Durchschnitt der OECD beträgt die Quote nur 5,8 %.
Inzwischen lässt sich zumindest regional und für bestimmte Fachbereiche, wie etwa für die Politik- und Sozialwissenschaften in Berlin, ein stetiger Zuwachs an Habilitationen von Frauen feststellen, die immer wieder auch in Professuren gerufen werden. In den letzten Jahren stellten diese dort sogar die Hälfte der Habilitanden. Wie sich diese Tendenz jedoch im Zusammenhang der neusten hochschulpolitischen Veränderungen und der Etablierung des Bachelor/Master-Systems entwickeln wird, bleibt offen.
Eine Untersuchung unter den 37 größten Hochschulen und Universitäten Deutschlands aus dem Jahr 2018 zeigt, dass der Anteil an Professorinnen im Schnitt bei rund 24 Prozent liegt. Die Universität Paderborn ist der Befragung zufolge Spitzenreiter: 97 von 260 Professoren sind hier weiblich, die Quote liegt damit bei 37 Prozent. Schlusslicht bildet die Technische Universität Dresden mit nur 14 Prozent weiblich besetzter Professuren. Noch geringer an deutschen Hochschulen ist die Anzahl der Dekaninnen. Hier liegt die Quote bei rund 17 Prozent.

#### Mögliche Gründe für die geringere Frauenquote
Die Gründe sind vielfältig und offenbar auch von länderspezifischen sozialen Geschlechtermodellen abhängig. Eine große Rolle spielen wahrscheinlich die im Durchschnitt geringere Bereitschaft von Frauen zur bedingungslosen Verfolgung lebenslanger Vollzeitkarrieren, unterschiedliche Fachkulturen und damit einhergehend eine unterschiedliche Bedeutung von Dissertation oder Habilitation für die weitere Karriereplanung in spezifischen Fächern, und die Schwierigkeit, Partnerschaft, Kinder und hochqualifizierten Beruf zu vereinen. Es gibt in vielen Ländern auch im Post-Doc-Bereich oft nur Stipendien ohne soziale Rechte wie Mutterschutz.

#### Förderung

##### Deutschland
Das Bundesministerium für Bildung und Forschung initiierte 2007 das Professorinnenprogramm, mit dem bis 2013 mindestens 200 neue Stellen für weibliche Habilitanden an deutschen Hochschulen geschaffen werden sollten.
An vielen Hochschulen gibt es Gleichstellungsbeauftragte (früher: „Frauenbeauftragte“) und auch spezielle, gesetzlich vorgeschriebene Regelungen für Berufungsverfahren, die Bewerberinnen bei gleicher Eignung den Vorrang geben. An der Ruhr-Universität Bochum lautet z. B. ein Passus:

„Jeder Berufungskommission muss mindestens eine Professorin angehören. Falls dies nicht möglich ist, muss mindestens eine stimmberechtigte Wissenschaftlerin des betreffenden Faches der Berufungskommission angehören. In Fächern, in denen keine Wissenschaftlerin vertreten ist, sind Professorinnen oder wissenschaftliche Mitarbeiterinnen als stimmberechtigtes Mitglied aus verwandten Fächergruppen hinzuzuziehen.“

Dies soll sicherstellen, dass Bewerbungen von Frauen angemessen berücksichtigt werden.

##### Österreich
Der Titel Professorin ist in Österreich 2002 auf Grund von Art. 65 Abs. 2 lit. b Bundes-Verfassungsgesetz geschaffen worden (BGBl. II Nr. 261/2002).
Im Bundes-Gleichbehandlungsgesetz (B-GlBG) ist in Bezug auf Ausschreibungen öffentlicher Dienststellen unter § 7.(3) gefordert, dass unbeschadet der Formulierung, „dass sie Frauen und Männer gleichermaßen betreffen“ (Abs. 2) die Ausschreibung jedoch den Hinweis zu enthalten hat, „dass Bewerbungen von Frauen für Arbeitsplätze einer bestimmten Verwendung (Einstufung) oder für eine bestimmte Funktion besonders erwünscht sind, wenn der Anteil der Frauen im Wirkungsbereich der jeweiligen Dienstbehörde in einer solchen Verwendung oder Funktion unter 50 % liegt“ (Unterrepräsentation nach § 11 Abs. 2) oder Fördermaßnahmen im Sinne des Frauenförderungsgebot (§ 11) angebracht sind. Eine Bevorzugung von Frauen in öffentlichen Ämtern – ungeachtet der allgemeinen geforderten Gleichbehandlung –, solange die Frauenquote nicht erreicht ist, schreibt der Gesetzgeber vor.

### Einige bekannte Professorinnen
- Geisteswissenschaften: Toni Morrison, USA (Literaturnobelpreis 1993), Gesine Schwan, Berlin, Lorraine Daston (Wissenschaftshistorikerin), Berlin
- Musik: Hélène de Montgeroult (erste Professorin für Klavier), Hille Perl, Hochschule für Künste Bremen, Professorin für Gambe
- Naturwissenschaften: Louise du Pierry, Paris (Astronomie, 1. Professorin um 1790), Marie Curie, Paris (Nobelpreis 1903 und 1911), Anna Morandi Manzolini, Bologna (1714–1774), Lise Meitner, Wien (zweite Physikdoktorin 1905), Antonietta Cherchi, Cagliari, Wangari Maathai, Kenia (Friedensnobelpreis 2004), Sandra Moore Faber  (Astronomin und Astrophysikerin)
- Medizin, Biologie: Margarete von Wrangell (1. deutsche Ordinaria), Gerty Cori/Radnitz, CS/USA (1. Medizin-Nobelpreis 1947), Christiane Nüsslein-Volhard (Genetikerin, Medizin/Physiologie-Nobelpreis 1995), Marianne Abele-Horn (Mikrobiologin)
- Mathematik: Emmy Noether, Sofja Kowalewskaja, Ingrid Daubechies
- Technik: Martha Näbauer, TU München
- Theologie: Karla Pollmann, Universität Tübingen, Ehrenprofessorin mehrerer Universitäten
- Wirtschaft und Rechtswissenschaften: Schirin Ebadi, Iran (Friedensnobelpreis 2003)

Siehe auch: Listen bekannter Wissenschaftlerinnen

## Professorenvergütung

### Deutschland
Die Besoldung eines Professors erfolgt in Deutschland nach der Besoldungsordnung W. Es gibt drei Besoldungsgruppen: W 1, W 2, und W 3. Die Professorenbesoldung besteht aus einem Grundgehalt und einer Leistungszulage. Seit der Föderalismusreform besitzen die Länder das Dienst-, Besoldungs- und Versorgungsrecht für die Landesbeamten. Infolgedessen unterscheiden sich die Grundgehälter, und zwar zum Teil deutlich.
Die Besoldung eines Professors in Deutschland' beträgt als Jahresgrundgehalt bei 12 Monaten ohne Leistungsbezüge in der Besoldungsgruppe W 2 insgesamt 58.752 Euro pro Jahr, in der Besoldungsgruppe W 3 insgesamt 68.649 Euro pro Jahr. Die durchschnittliche Besoldung mit Einbezug der Leistungsbezüge eines Professors liegt an deutschen Hochschulen und Universitäten bei ca. 74.992 Euro. Nach Angaben des statistischen Bundesamts liegt die Durchschnittsbesoldung eines W-2-Professors bei 73.920 Euro, die eines W-3-Professors bei 95.760 Euro (Stand 2015), wobei es allerdings deutliche Unterschiede zwischen den Ländern gibt. Die Besoldung in Deutschland wird von der Interessenvertretung der Professoren als „nicht wettbewerbsfähig“ beurteilt. Ein direkter Vergleich der deutschen mit der internationalen Professorenbesoldung ist schwierig, da in anderen Ländern andere Pensionsregelungen bestehen, andere Lebenshaltungskosten entstehen (Schweiz) und andere Steuersätze gelten. Der Hochschullehrerbund als die Standesvertretung der Professoren an den Fachhochschulen sieht die W-2-Besoldung im Vergleich zu anderen Vergütungen im öffentlichen Dienst als nicht amtsangemessen an. Dem hat das Bundesverfassungsgericht am 14. Februar 2012 zugestimmt. Bezüglich einer Klage eines hessischen Professors entschied es, dass die Grundvergütung der hessischen Besoldungsgruppe W 2 „evident unangemessen“ ist und dies durch die Ausgestaltung der Prämien, die zudem nicht pensionswirksam sind, nicht ausgeglichen wird und somit gegen das „Alimentationsprinzip des Art. 33 Abs. 5 GG verstößt und daher verfassungswidrig ist“. Dem Gesetzgeber wird aufgegeben, „verfassungskonforme Regelungen mit Wirkung spätestens vom 1. Januar 2013 zu treffen“. Das Urteil wird für die übrigen Länder als gleichermaßen wirksam angesehen.

### Schweiz
In der Schweiz ist die Besoldung (in der Schweiz: Lohn oder Gehalt) der Professoren kantonal geregelt, für die eidgenössischen Hochschulen durch den Bund. Laut einer Studie im Auftrag der NZZ im Jahr 2012 verdienen Schweizer Professoren weltweit mit Abstand am meisten. Ein Ordentlicher Professor 17.073 CHF, ein Außerordentlicher Professor 14.561 CHF und ein Assistenzprofessor 12.749 CHF (Mittelwert, berechnet auf 12 Bruttogehälter vor Steuern). An den ETH liegt der jährliche Bruttolohn zwischen 206.166 und 271.270 CHF, für die kantonalen Universitäten zwischen 139.376 (Luzern, niedrigste Stufe) und 249.194 CHF (Basel, höchste Stufe), wobei es an jeder Universität mehrere Steigerungsstufen gibt, die zumeist abhängig von der Dienstdauer gesteigert werden. Hinzu kommen noch Funktionszulagen.

### Österreich
In Österreich ist zwischen Professoren mit Beamtenstatus und Professoren ohne Beamtenstatus (= vertraglich gebundene Angestellte, Vertragsprofessoren) zu unterscheiden. Univ.-Prof. im Beamtenstatus haben abhängig von ihrer Dienstzeit und ohne diverse Zulagen ein gesetzlich vorgeschriebenes Bruttojahresgehalt zwischen 47.986 Euro und 89.515 Euro bzw. mit Dienstalterzulage 99.385 Euro, während Univ.-Prof. ohne Beamtenstatus mit ihrer Universität ein Bruttojahresgehalt zwischen 53.075 Euro und 159.225 Euro frei ausverhandeln können. Die Gehälter außerordentlicher Universitätsprofessoren liegen zwischen 42.658 Euro und 80.188 Euro brutto pro Jahr, jene von Assistenzprofessoren zwischen 29.142 Euro und 65.188 Euro. Seit Inkrafttreten des Kollektivvertrages zum 1. Oktober 2009 beträgt für dem Kollektivvertrag unterliegende Universitätsprofessoren das Mindestjahresgehalt abhängig von ihrer Dienstzeit zwischen 61.650 Euro brutto und 86.288 Euro brutto, für assoziierte Professoren mindestens zwischen 58.570 Euro und 83.209 Euro brutto pro Jahr, für Assistenzprofessoren 46.252 Euro brutto pro Jahr (Werte 2010).

### USA
Die Professorengehälter in den USA variieren dramatisch zwischen verschiedenen Universitäten, wobei private Hochschulen in der Regel weit mehr bezahlen als öffentliche. Außerdem hängt das Gehalt von der Stellung und vom Fach ab. In den Geisteswissenschaften wird traditionell weit weniger bezahlt als in den Naturwissenschaften. Die höchsten Gehälter haben Professoren in den Ingenieurwissenschaften und der Medizin. In den Biowissenschaften, die im Mittelfeld liegen, kann ein Assistant Professor mit durchschnittlich 80.000 USD (Frauen) bis 88.000 USD (Männer) Bruttogehalt rechnen, ein Full Professor mit 143.000 USD (Frauen) bis 156.000 USD (Männer).

### Großbritannien
Die Vergütung eines Professors in Großbritannien beginnt bei etwa 70.000 Euro (60.000 GBP). Reader und Senior Lecturer verdienen zwischen 52.000 Euro (45.000 GBP) und 70.000 Euro (60.000 GBP) und ein Lecturer bis zu 52.000 Euro (45.000 GBP).

## Gesetzlicher Schutz
In Deutschland ist die Bezeichnung „Professor“ in § 132a Abs. 1 Nr. 1 StGB gegen Missbrauch geschützt. Wer unbefugt diese Amtsbezeichnung führt, macht sich danach strafbar und kann mit Freiheitsstrafe bis zu einem Jahr oder mit Geldstrafe bestraft werden. Dabei schützt die Vorschrift ausdrücklich auch ausländische Dienstbezeichnungen.